# Bombay
Bombay es el antiguo nombre de la ciudad y metrópoli de Mumbai (en marati: मुंबई, Mumbaī), que cambió su nombre oficial en 1995, y es la capital del estado indio de Maharastra. Es la ciudad portuaria más importante del subcontinente con cerca del 40 % del tráfico exterior del país. El nombre deriva de la diosa local Mumba Devī. Entre 1626 y 1995 se llamó oficialmente Bombay (en hindi: बंबई), nombre tradicional cuyo uso sigue siendo recomendado en español por la Asociación de Academias de la Lengua Española.
Es la ciudad portuaria más poblada de la India y la quinta más poblada del mundo, con una población, en 2013, de aproximadamente 14 475 568 habitantes. La región metropolitana (que agrupa a Kalyan, Bhiwandi, Virar, Vasai y Panvel) junto con las zonas urbanas vecinas de Navi Mumbai y Thane es la cuarta más grande del mundo con una población calculada de 21 255 000 habitantes. La ciudad está ubicada en la costa oeste del subcontinente indio y tiene un puerto natural de gran profundidad. En 2009 fue catalogada como ciudad global. También es la ciudad más rica de la India, con el mayor PIB de todas las ciudades en el sur, oeste y centro de Asia.
Está localizada en una estrecha franja de terreno que surge de la costa pantanosa de Maharashtra y se adentra en el mar Arábigo. La ciudad es el principal centro económico de la India y alberga a la mayor industria cinematográfica del mundo, siendo también nudo de comunicaciones y un importante centro cultural que cuenta con numerosas universidades, teatros, museos y galerías.
Muchos edificios del casco antiguo de Bombay están construidos en una derivación regional del estilo historicista. Dos de los monumentos de la ciudad, la Terminal Ferroviaria de Chhatrapati Shivaji y los templos de las grutas de Elefanta, hacen parte de la lista de Patrimonio de la Humanidad de la Unesco.

## Toponimia

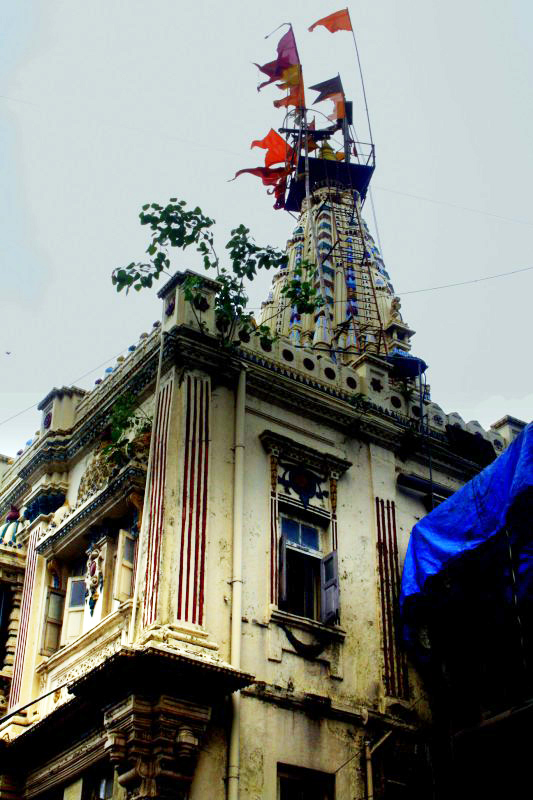
Templo de la diosa hindú local Mumbadevi, de la que deriva el nombre de la ciudad.

El nombre Mumbai procede etimológicamente de Mumba ―o Maja Amba, nombre de la diosa hinduista Mumbadevi― y aai, ‘madre’ en maratí. La grafía tradicional Bombay tiene sus orígenes en el siglo XVI, cuando los portugueses llegaron a la zona y utilizaron diversos nombres basados en formas locales, que acabarían consolidándose como Bombaim, forma que aún hoy suele usarse en portugués. Los británicos, que comenzaron a llegar a la India en el siglo XVII, adaptaron el nombre en la forma Bombay. Durante la época de la dominación británica sobre la India, la pronunciación /mumbai/ o /mambai/ fue habitual en maratí y en guyaratí, mientras que la forma /bambai/ lo fue en hindustaní y en persa.
El 4 de mayo de 1995, el Gobierno de Maharashtra aprobó renombrar la ciudad de Bombay como Mumbai, tras muchos años de presiones políticas en este sentido. El nombre antiguo se emplea a veces en la India de manera informal y aparece en los nombres de algunas instituciones oficiales y organismos privados.
En español, se usa a menudo el nombre de Bombay y algunas guías de estilo periodístico así como la Real Academia Española, recomiendan seguir utilizándolo, puesto que el cambio del nombre oficial afecta a los idiomas locales, pero no a los exónimos en español.
Según una teoría muy extendida sobre el origen del nombre tradicional Bombay, este procedería del nombre portugués bom bahia. Esta explicación se apoya en el hecho de que el nombre inglés Bombay contiene la sílaba bay, que en ese idioma equivale a la palabra ‘bahía’, mientras que bom significa ‘bueno’ en portugués. Según esta interpretación, bom bahia habría sido el nombre original portugués, con el significado de ‘buena bahía’ y Bombay sería una deformación de ese nombre. Sin embargo, la expresión «buena bahía» debería ser en portugués boa baía (bahía en ortografía antigua), y no bom baía, por lo que esta teoría no es aceptada generalmente.
Otra explicación, con mayor respaldo académico, del nombre Bombaim aparece en el Dicionário Onomástico Etimológico da Língua Portuguesa de José Pedro Machado, que cita la que probablemente haya sido la primera mención en portugués del lugar, que se remonta a 1516, bajo el nombre de Benamajambu o Tena-Maiambu, señalando que maiambu parece aludir a Mumba-Devi, la diosa hinduista que da nombre al lugar. En ese mismo siglo, la grafía parece haber evolucionado para dar Mombayn (1525) y después Mombaim (1563). La forma Bombaim, que se consolidaría finalmente, aparece con posterioridad en el siglo XVI y es recogida por Gaspar Correia en su obra Lendas da Índia (Leyendas de la India). J.P. Machado rechaza la hipótesis del supuesto nombre Bom Bahía, al afirmar que serían las menciones portuguesas a la presencia de una bahía en la zona las que habrían llevado a los ingleses a malinterpretar el nombre como si contuviera la palabra bay (‘bahía’), y este error habría dado lugar a la versión inglesa del nombre.
A los habitantes de Bombay se les designa en la India con la apelación de mumbaikar. En español, no existe un gentilicio habitual de este nombre, ni tampoco de Bombay.

## Geografía

### Ubicación

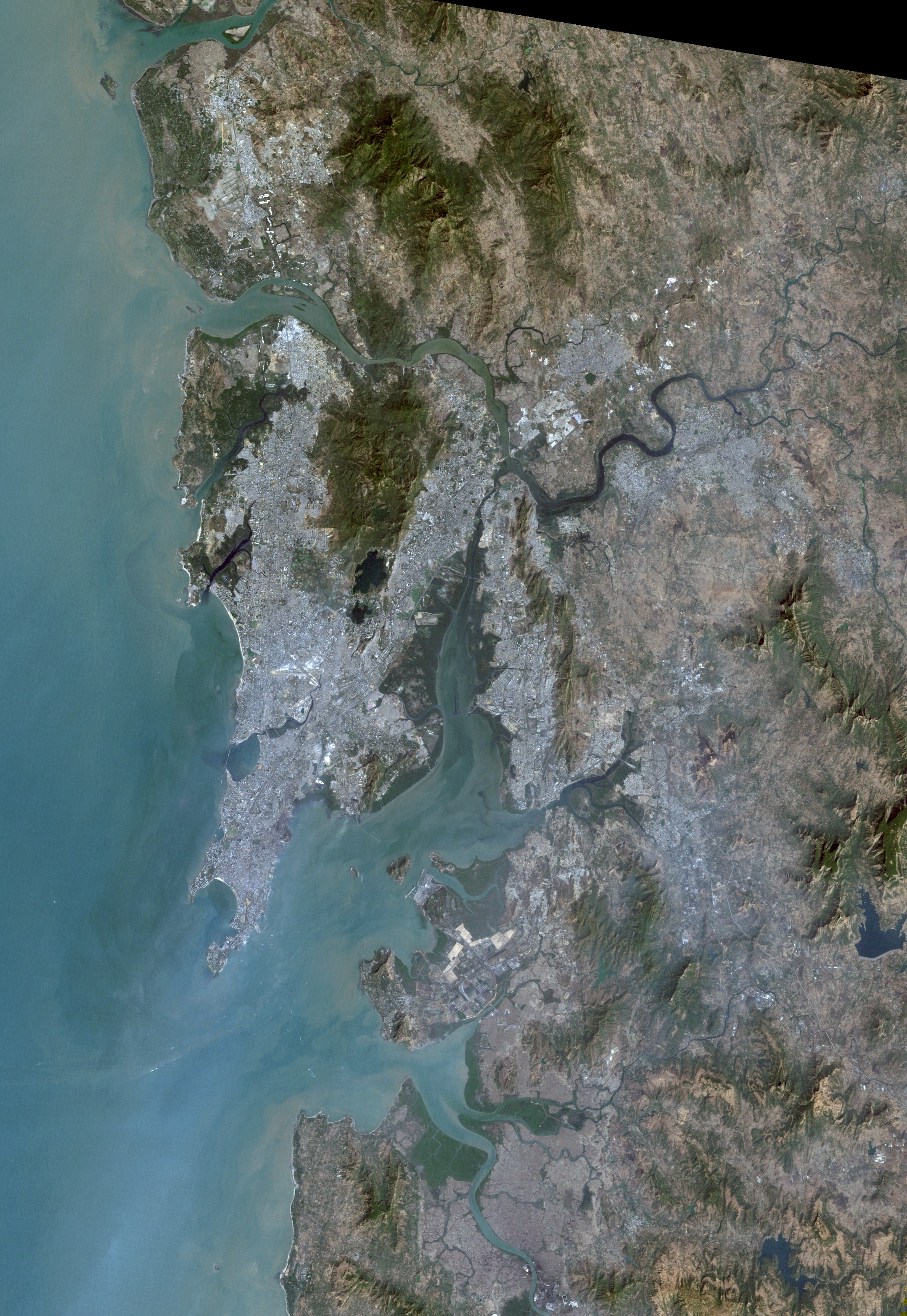
Imagen desde satélite de Bombay, tomada en 2011.

Bombay se encuentra en la costa del mar Arábigo en el oeste de la India. La altitud media de la ciudad es de 11 m sobre el nivel del mar.
Los 437,77 km² del área metropolitana ocupan dos islas situadas frente a la costa que están unidas por puentes. El centro urbano de Bombay se halla en la isla homónima de 70 km² de superficie situada al sur, mientras que el resto de la región metropolitana, que agrupa los barrios periféricos y la ciudad de Thane, ocupan la mayor parte de los 533 km² de la isla de Salsette al norte.
Ambas islas están separadas entre sí y del continente por estrechos brazos de mar. Aparte de algunas elevaciones bruscas y aisladas de hasta 496 m de altura, las islas son llanas e incluso algunas partes de la isla de Bombay están por debajo del nivel del mar.
Al este se extiende el Konkan, nombre que recibe la franja costera de Maharashtra de unos 80 km de longitud, tras el cual se encuentran los Ghats Occidentales, cordillera de 1600 m de altura media sobre el nivel del mar que separa la franja costera de la meseta del Decán. El transporte hacia el este resulta difícil debido a las bruscas laderas de la cordillera.

### División territorial
Bombay se encuentra dividida en seis zonas (zones, en inglés). Estas se dividen a su vez en 24 distritos urbanos (wards). Las zonas están designadas por números y los distritos urbanos por letras. Además, los distritos urbanos se dividen en un total de 221 distritos electorales. La siguiente tabla muestra las zonas individuales con sus distritos urbanos correspondientes.
| Zona 1 | Zona 2       | Zona 3      | Zona 4         | Zona 5      | Zona 6 |
| ------ | ------------ | ----------- | -------------- | ----------- | ------ |
| Ward A | Ward F/North | Ward H/East | Ward P/North   | Ward L      | Ward N |
| Ward B | Ward F/South | Ward H/West | Ward P/South   | Ward M/East | Ward S |
| Ward C | Ward G/North | Ward K/East | Ward R/North   | Ward M/West | Ward T |
| Ward D | Ward G/South | Ward K/West | Ward R/South   |             |        |
| Ward E |              |             | Ward R/Central |             |        |

### Clima

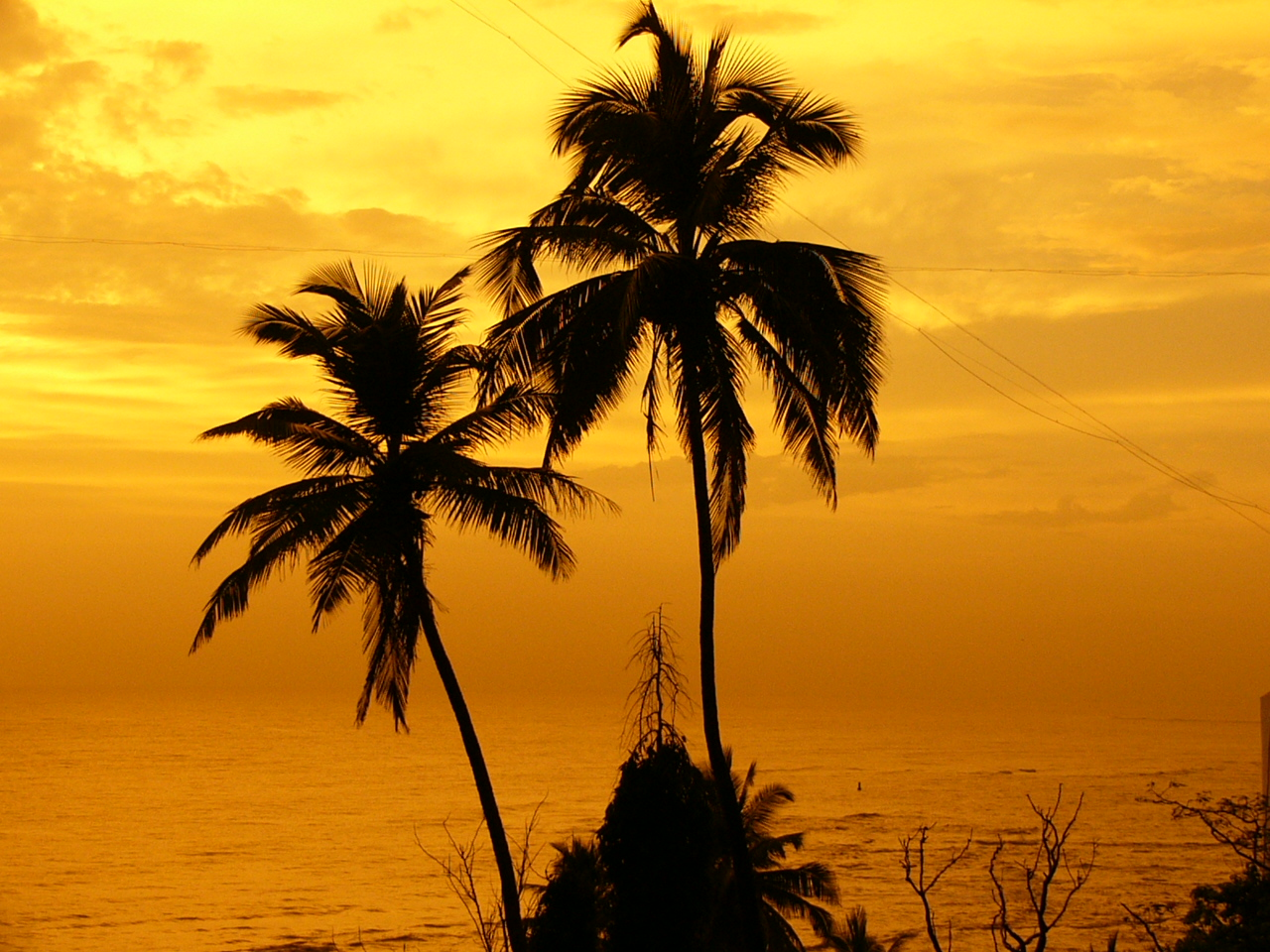
Puesta de sol vista desde Bandstand, Bombay. La ciudad presenta un clima tropical.

La ciudad de Bombay se encuentra en zona climática tropical. La temperatura media anual asciende a 26,7 °C. Las temperaturas son moderadas por la proximidad del mar y no sufren grandes variaciones a lo largo del año.
El mes más frío es enero, con una media de 23,9 °C a mediados del mes.
Los monzones influyen más que la temperatura sobre los cambios de clima en el curso del año. La época de monzones (chatur-masia, o ‘cuatro meses’) se extiende normalmente entre el comienzo de junio y el final de septiembre. Las precipitaciones alcanzan los 1700 mm durante estos meses, un 95 % del total anual. Los meses siguientes de octubre y noviembre son igualmente cálidos, aunque sin apenas precipitaciones.
Con temperaturas máximas diarias de unos 28 °C, los meses de diciembre a febrero son secos y ligeramente menos cálidos que los meses de marzo a mayo, cuando las temperaturas máximas diarias alcanzan los 33 °C y aumenta la humedad ambiental.
| Parámetros climáticos promedio de Bombay, India | Parámetros climáticos promedio de Bombay, India | Parámetros climáticos promedio de Bombay, India | Parámetros climáticos promedio de Bombay, India | Parámetros climáticos promedio de Bombay, India | Parámetros climáticos promedio de Bombay, India | Parámetros climáticos promedio de Bombay, India | Parámetros climáticos promedio de Bombay, India | Parámetros climáticos promedio de Bombay, India | Parámetros climáticos promedio de Bombay, India | Parámetros climáticos promedio de Bombay, India | Parámetros climáticos promedio de Bombay, India | Parámetros climáticos promedio de Bombay, India | Parámetros climáticos promedio de Bombay, India |
| Mes                                             | Ene.                                            | Feb.                                            | Mar.                                            | Abr.                                            | May.                                            | Jun.                                            | Jul.                                            | Ago.                                            | Sep.                                            | Oct.                                            | Nov.                                            | Dic.                                            | Anual                                           |
| ----------------------------------------------- | ----------------------------------------------- | ----------------------------------------------- | ----------------------------------------------- | ----------------------------------------------- | ----------------------------------------------- | ----------------------------------------------- | ----------------------------------------------- | ----------------------------------------------- | ----------------------------------------------- | ----------------------------------------------- | ----------------------------------------------- | ----------------------------------------------- | ----------------------------------------------- |
| Temp. máx. abs. (°C)                            | 37.1                                            | 39.6                                            | 41.7                                            | 42.2                                            | 41.0                                            | 37.1                                            | 34.8                                            | 33.5                                            | 36.4                                            | 37.9                                            | 37.4                                            | 39.8                                            | 42.2                                            |
| Temp. máx. media (°C)                           | 30.7                                            | 31.2                                            | 32.5                                            | 33.0                                            | 33.3                                            | 32.1                                            | 30.0                                            | 29.6                                            | 30.4                                            | 33.2                                            | 33.5                                            | 32.0                                            | 31.8                                            |
| Temp. media (°C)                                | 23.8                                            | 24.7                                            | 27.1                                            | 28.8                                            | 30.2                                            | 29.3                                            | 27.9                                            | 27.5                                            | 27.6                                            | 28.4                                            | 27.1                                            | 25.0                                            | 27.3                                            |
| Temp. mín. media (°C)                           | 16.8                                            | 17.8                                            | 21.0                                            | 23.9                                            | 26.3                                            | 26.0                                            | 24.9                                            | 24.7                                            | 24.3                                            | 23.4                                            | 20.9                                            | 18.6                                            | 22.4                                            |
| Temp. mín. abs. (°C)                            | 7.4                                             | 8.5                                             | 13.8                                            | 16.9                                            | 20.2                                            | 19.8                                            | 21.2                                            | 19.4                                            | 20.7                                            | 16.7                                            | 13.3                                            | 10.6                                            | 7.4                                             |
| Lluvias (mm)                                    | 0.6                                             | 1.3                                             | 0.2                                             | 0.7                                             | 12.5                                            | 523.1                                           | 799.7                                           | 529.7                                           | 312.3                                           | 78.4                                            | 16.8                                            | 5.3                                             | 2280.6                                          |
| Días de precipitaciones (≥ 1 mm)                | 0.1                                             | 0.1                                             | 0.0                                             | 0.1                                             | 0.7                                             | 14.5                                            | 23.2                                            | 21.4                                            | 14.4                                            | 3.0                                             | 1.0                                             | 0.4                                             | 78.9                                            |
| Horas de sol                                    | 269.5                                           | 257.6                                           | 274.3                                           | 283.7                                           | 296.2                                           | 148.6                                           | 73.4                                            | 75.9                                            | 165.1                                           | 240.2                                           | 245.8                                           | 253.2                                           | 2583.5                                          |
| Humedad relativa (%)                            | 69                                              | 67                                              | 69                                              | 71                                              | 70                                              | 80                                              | 86                                              | 86                                              | 83                                              | 78                                              | 71                                              | 69                                              | 74.9                                            |
| [cita requerida]                                |                                                 |                                                 |                                                 |                                                 |                                                 |                                                 |                                                 |                                                 |                                                 |                                                 |                                                 |                                                 |                                                 |

## Historia

### Origen

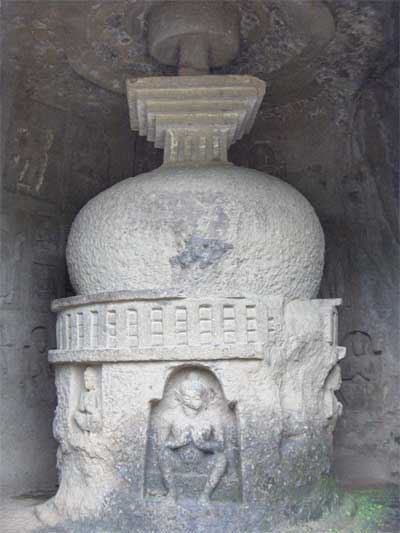
Estupa de las cuevas Kanheri, cercanas a Bombay, que fueron el centro del budismo en el occidente de India en la Antigüedad.

La isla actual de Bombay es el resultado de un proceso de ganar terrenos al mar, que ha continuado hasta la actualidad. Antes de la llegada de los europeos, hasta el siglo XVII, el territorio de la actual isla de Bombay constaba de siete aldeas pesqueras, cada una sobre un islote separado, de los cuales cinco (Mazagaon, Wadala o Worli, Mahim, Parel y Bombay) se agrupaban en círculo, mientras que los dos más pequeños (Colaba y Chota Kolaba, [Pequeña Colaba u Old Woman's Island, isla de la Vieja]) formaban una prolongación hacia el sur.
Los británicos unieron primero los cinco islotes y formaron una laguna interna. Para 1862 ya se habían completado los grandes proyectos de ganar terrenos al mar, y las antiguas siete islas se habían fusionado en una sola.
En Kalivali (en el norte de la ciudad actual), diversos hallazgos arqueológicos de objetos (tales como bifaces y otros utensilios de piedra) indican la existencia de asentamientos humanos en la zona desde la Edad de Piedra.
Antes de la invasión aria del norte de la India, la región había estado ya habitada por pescadores drávidas (kolis), al menos desde alrededor del 1500 a. C. Los primeros restos arqueológicos arios más antiguos se remontan al siglo VIII a. C.
En el año 250 a. C., el griego Tolomeo nombra las islas de Bombay como Heptanesia (en griego: ‘archipiélago de siete islas’)[cita requerida].

### Imperios hinduistas
Aproximadamente en el 280 a. C. el rey Bindusara (hijo del emperador Chandragupta Maurya anexó las islas Bombay al imperio Maurya. Su hijo Ashoka (quien reinó entre 273 y 232 a. C.) expandió el budismo en todo el imperio. Ya en esa época los kolis las llamaban islas Mumba, por la diosa Mumba Devi, la deidad hinduista cuyo templo principal se encuentra en Babulnath, cerca de las arenosas playas de Chowpatty.
Cuando pasó el imperio Maurya (cuyo último representante, el rey BrihadRatha reinó entre 187 y 185 a. C.), esos pueblos pasaron a manos del imperio Shatavahana de la dinastía Silhara (después del 185). Luego formaron parte del imperio Kshatrapa (entre el 220 a. C. y el 300 d. C.). A principios del siglo VII, la zona fue conquistada por los chalukyas, quienes, tras un periodo de varios siglos de budismo, recuperaron el hinduismo.
Desde el siglo VIII, judíos procedentes de Yemen y mazdeístas de Persia se asentaron en la costa occidental india, huyendo de las conquistas musulmanas de sus tierras de origen. Hasta el final del siglo XIII la región, aislada y de escasa relevancia, estuvo dominada por diferentes dinastías en diferentes momentos. La localidad de Puri en la isla de Elephanta fue hasta entonces el principal asentamiento humano de la zona.
En el siglo XIII comenzaron en el norte de la India las guerras de conquista islámica. Alrededor del año 1300 aparece en esta región el reino independiente del rey Bimbakyan, de cuya existencia no se tienen pruebas concluyentes. Bimbakyan es considerado el fundador de la ciudad de Bombay, ya que en la isla de Mahim construyó la ciudad de Mahikavati, donde erigió fortificaciones y estableció su corte. El complejo del templo Walkeshwar con su Estanque de Banganga y las estatuas en las grutas de Elefanta son de esta época.

### Del dominio musulmán al portugués

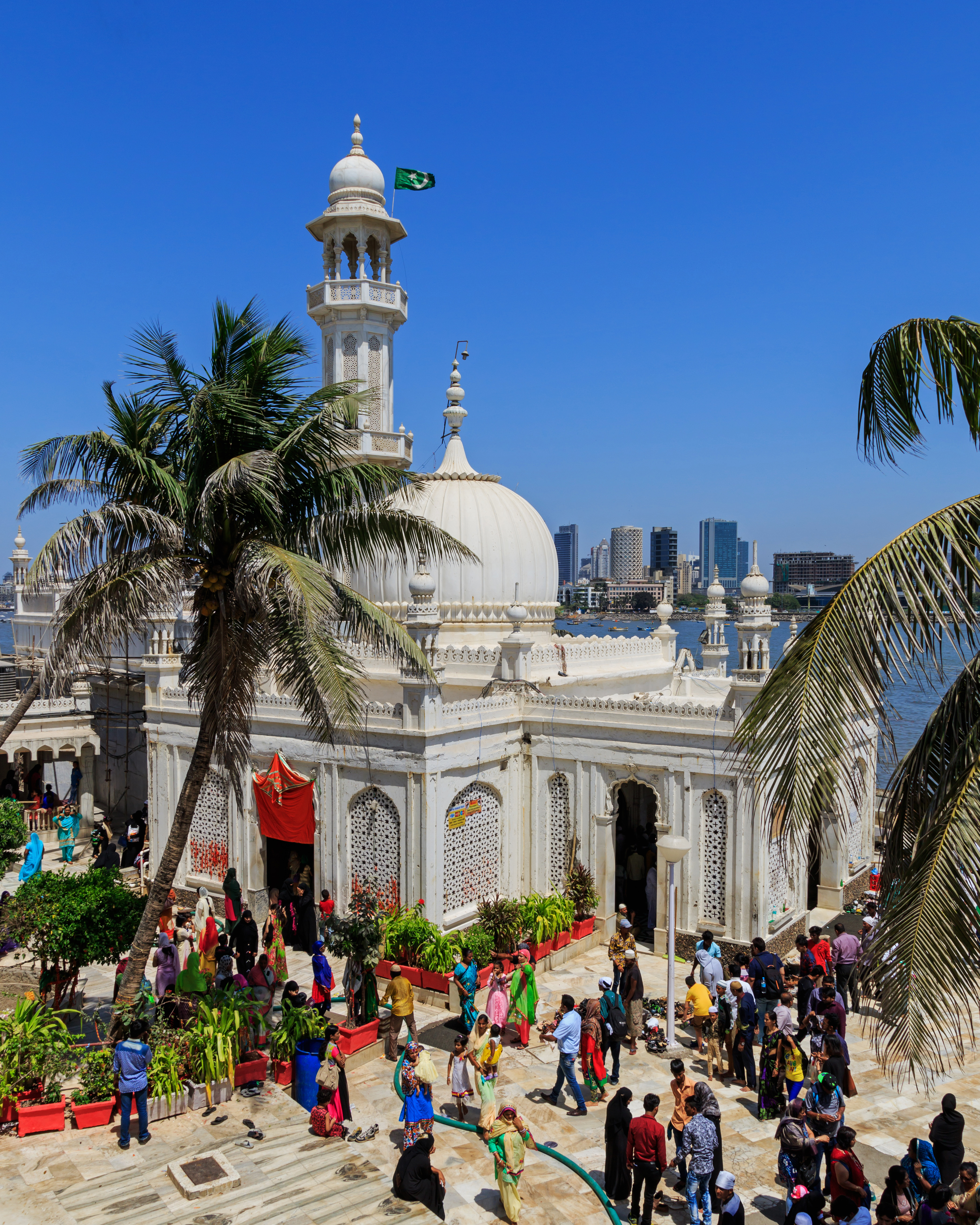
La mezquita y la tumba de Haji Ali Dargah se construyeron en 1431, cuando Bombay estaba bajo gobierno del Sultanato de Guyarat.

En 1343 los musulmanes (que ya habían tomado todo Guyarat, en el norte-centro de la India) invadieron la región y la convirtieron en la provincia islámica de Guyarat. En 1348, la ciudad fue ocupada por el sah musulmán Mubarak I e incorporada como puesto fronterizo al sultanato de Guyarat. Existen algunos pocos vestigios de esa dominación sobre Bombay, principalmente la antigua mezquita en la isla Mahim.
En 1533 (doscientos años después), los portugueses —quienes ya poseían varios puertos e importantes centros de trueque en la costa occidental de India, como Panjim, Damán y Diu— conquistaron la fortaleza de Bassein, directamente al norte de Bombay.
El 23 de diciembre de 1534, se rubrica el Tratado de Bassein, por el cual el sultán Bahadur, sah de Guyarat, otorgaba al rey de Portugal las islas de Baçaim, Bombay, Karanja y Salsette. La belleza y la excelencia de la bahía de Bombay instó a los colonizadores portugueses a construir un fuerte y establecer un asentamiento permanente en lo que ellos llamaron Bombaim o Mombaim.
De esta manera comenzaba en la isla de Bombay la era de la dominación europea, que duraría más de cuatro siglos, hasta el 14 de agosto de 1947, día de la independencia de la India.
Hubo una fuerte inmigración portuguesa, y varios grupos de misioneros religiosos católicos se instalaron en Bombay. Se construyeron varias iglesias aunque hoy solo se conserva una con fachada de estilo portugués, la iglesia de São Andrés, en la isla Bandra. Los portugueses construyeron fuertes en las islas de Sion, Mahim, Bandra y el ya nombrado en Baçaim. Las ruinas de esas fortificaciones pueden verse hoy en día. Durante la dominación portuguesa, Bombay siempre fue un asentamiento menor, en comparación con las vecinas localidades de Tana y Baçaim, donde hubo una colonización mucho más intensa.

### Imperio británico

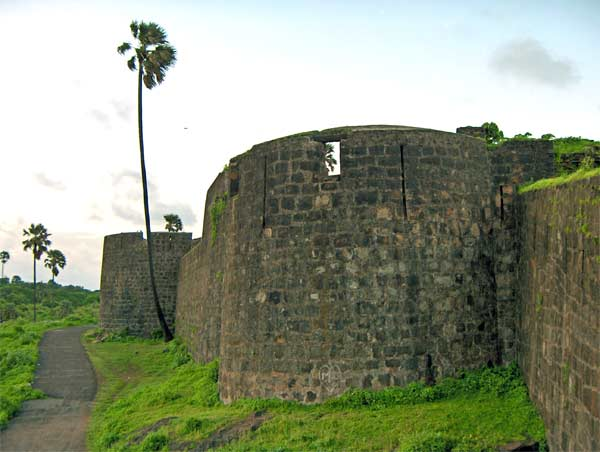
El fuerte Madh fue erigido por los portugueses en el siglo en Salsete, la isla en la que se asienta Bombay.

En 1583 llegaron a la costa occidental de la India los primeros comerciantes ingleses, y en 1612, la Compañía Británica de las Indias Orientales (East India Company) fundó la primera delegación comercial en la ciudad portuaria de Surat.
En 1626 los ingleses ocuparon Bombay e incendiaron la casa de gobierno portuguesa, antes de ser expulsados. El 23 de junio de 1661, la soberanía sobre el puerto y la isla de Bombay fue finalmente cedida por Portugal al rey de Inglaterra como parte del pacto matrimonial entre el rey Carlos II de Inglaterra y la infanta Catalina de Braganza, aunque los ingleses tuvieron que esperar a tomar posesión hasta mediados de febrero de 1665.
En septiembre de 1668, la corona le alquiló las islas a la Compañía de las Indias Orientales mediante el pago de diez libras de oro anuales.
La compañía, que operaba desde Surat, estaba buscando otro puerto de gran calado para que pudieran atracar los buques y descubrió que las islas de Bombay eran adecuadas para desarrollar un área portuaria de gran relevancia. La población creció rápidamente desde los diez mil habitantes de 1661 a los sesenta mil de 1675. El traslado de la East India Company a Bombay en 1687 eclipsó a Surat como el centro comercial principal de la India. Finalmente en la ciudad se instaló la sede de la Presidencia de Bombay.
En 1686 la compañía estableció aquí su principal centro de actividades comerciales, en detrimento de Surat, y la ciudad sería su sede administrativa central entre 1708 y 1773. En 1777 Rustomji Kashaspathi fue responsable de la publicación del primer periódico de Bombay Desde 1817 en adelante, la ciudad fue reformada con grandes proyectos de ingeniería civil para unir las islas del archipiélago en una sola. Este proyecto, conocido como Hornby Vellard, se terminó en 1845. Ahora el área total de la ciudad de Bombay era de 438 km². En 1835 se creó el obispado de Bombay. El 18 de noviembre de 1852 se inauguró el primer tren de pasajeros de India, que conectaba Bombay con el cercano pueblo de Thane. En 1857 se fundó la Universidad de Bombay y en 1864 se inauguró la línea de ferrocarril hasta Ahmedabad, el segundo centro de producción textil más importante de la India.

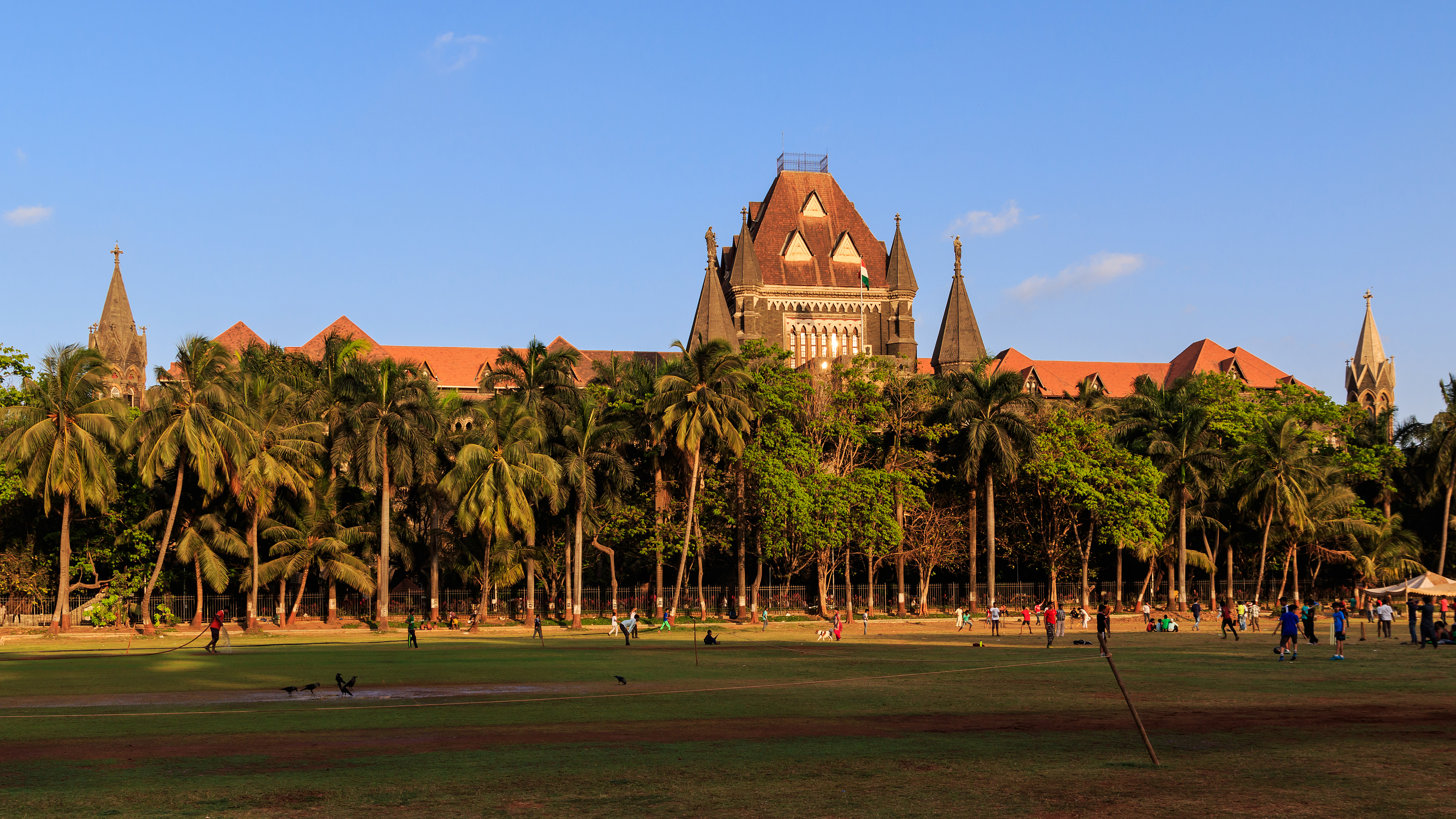
Highcourt fue construido por los británicos.

La finalización de la vía férrea a los campos de algodón del Decán coincidió con la crisis estadounidense del algodón tras el final de la guerra de Secesión (1861-1865), lo cual provocó un auge en la producción de algodón, que transformó la ciudad en un centro comercial e industrial de importancia mundial y produjo un alza en la economía.
La apertura del canal de Suez el 16 de noviembre de 1869 y la ampliación del puerto transformaron a Bombay en el puerto más grande del mar Arábigo.
El primer gobernador británico de la isla-ciudad de Bombay fue Sir George Oxenden. Fue sucedido por Gerald Aungier, quien convirtió a Bombay en una ciudad populosa, que atrajo a vendedores guyaratis, constructores parsis de navíos y fabricantes musulmanes e hindúes del continente. Hizo construir el castillo de Bombay (el fuerte: actualmente sólo queda una pequeña parte de un muro) y formó cortes de justicia, lo que proveyó estabilidad.
El primer parsi que llegó a Bombay fue Dorabji Nanabhoy Patel, en 1640. Los parsis provenían originalmente de Irán y migraron a la India en el siglo XI aproximadadamente. Así salvaron su religión, el zoroastrismo, de los musulmanes que los invadieron para difundir el islamismo. Sin embargo, la grave epidemia de 1689-1690 mató a la mayoría de los europeos, y el jefe Siddi de Janjira hizo varios intentos de retomar las islas. Pero el hijo de Patel, un comerciante llamado Rustomji Dorabji Patel (1667-1763), repelió los ataques en nombre de los británicos con la ayuda de los kolis (los pescadores originales de las islas). Todavía se pueden encontrar restos de los asentamientos kolis en las islas de Backbay, Mahim, Bandra, Khar, Bassien y Madh.
En las décadas siguientes, los ingleses, así como los comerciantes parsis y jainas, dejarían su impronta en la ciudad con numerosas construcciones de edificios. Como capital de la presidencia de Bombay —y en su calidad de ciudad más próspera del país— la ciudad fue una base importantísima del movimiento de independencia contra los británicos. En Bombay se generó el movimiento Quit India (abandonen India) de Mahatma Gandhi (1869-1948) en 1942. Durante tres décadas Gandhi tuvo una casa en la ciudad, actualmente un museo, desde la que organizó la resistencia contra las autoridades británicas.
De manera significativa, fue en Bombay donde el Reino Unido se despidió formalmente de su dominio sobre el subcontinente: en febrero de 1948, el último contingente de tropas británicas marchaban bajo la Puerta de la India, el emblemático arco del puerto de Bombay y abandonaban definitivamente la nueva nación independiente.

### Tras la independencia

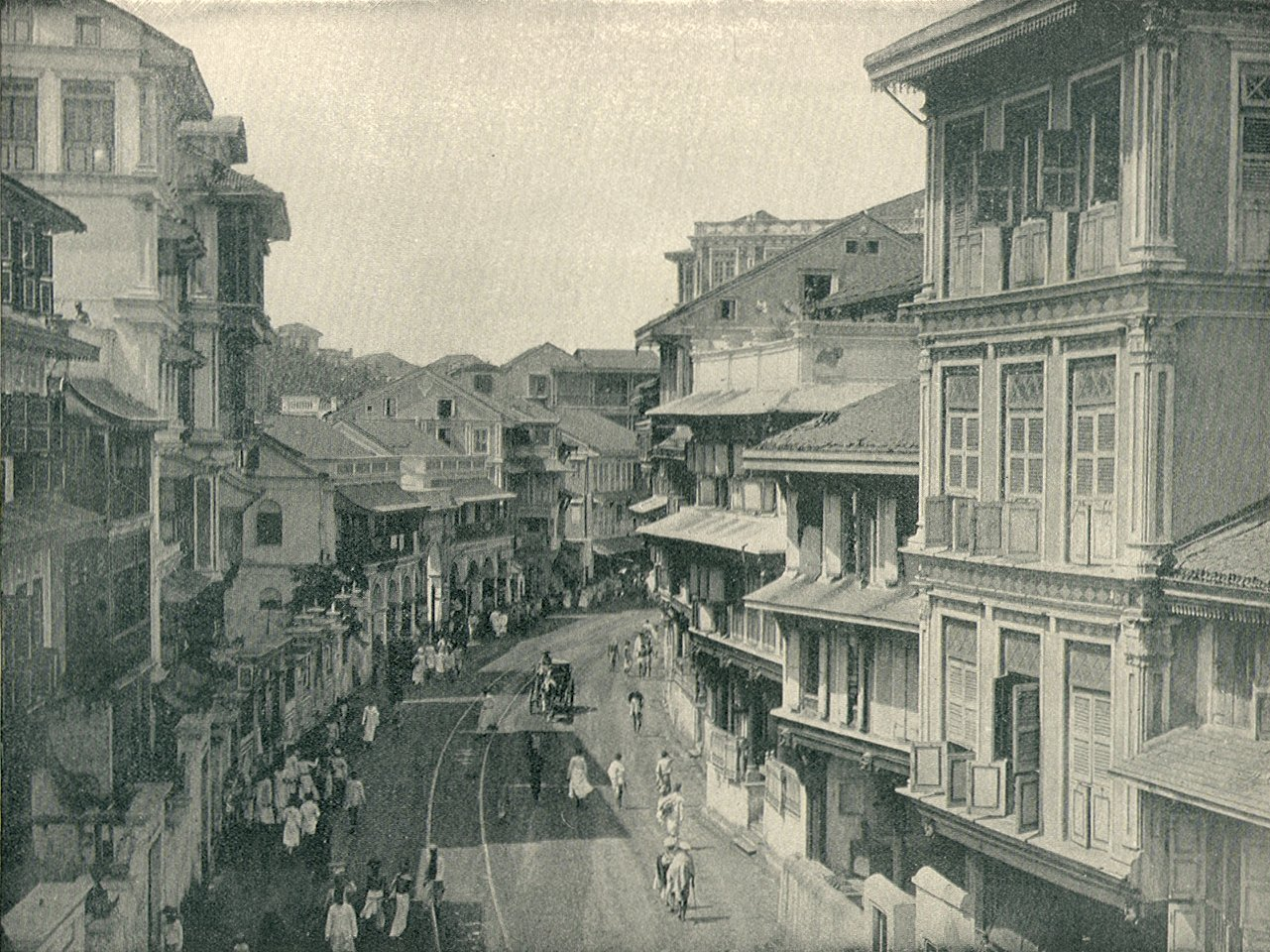
Kalbadevie Road alrededor de 1890.

Después de la independencia del país en 1947, Bombay se volvió la capital del estado de mismo nombre y se desarrolló como principal centro cultural y económico del nuevo Estado. Desde el inicio del siglo XX, su población se decuplicó desde los 813 000 habitantes de 1901 hasta los 8,2 millones de 1981. Hacia 1906 la población superó el millón de habitantes, haciendo de Bombay la segunda ciudad de la India (después de Calcuta) Este crecimiento masivo de la población acentuó las carencias de las infraestructuras urbanas. En 1950 la ciudad se expandió hasta la isla Salsete, al norte.
Después de 1955, cuando el estado de Bombay se dividió en dos regiones idiomáticas (los estados de Maharashtra y Guyarat, se solicitó que la ciudad se convirtiera en una ciudad-estado autónoma. Sin embargo, el movimiento Samyukta Maharashtra se opuso, e insistió en que Bombay fuera declarada capital de Maharashtra. El 1 de mayo de 1960, luego de una protesta donde fueron asesinados 105 civiles por el fuego policial, se formó el estado de Maharashtra, con Bombay como capital.
A finales de los años setenta hubo un boom de la construcción y un significativo flujo de inmigrantes. Bombay se convirtió en la ciudad más populosa de la India. Esto dio lugar a disturbios entre las personas de habla maratí.
En 1966, Bal Thackeray (llamado el Sahib) formó el partido ultraderechista Shiv Sena. Según sus propias declaraciones, el Sahib era admirador de Adolf Hitler y decía defender los derechos de los “hijos de la tierra”.
En el año 1982, una prolongada huelga en la industria textil paralizó la producción y acabó por sumir en la miseria a decenas de miles de trabajadores del sector. A pesar de esto, la ciudad continuó recibiendo nuevos inmigrantes llegados del campo, y el desempleo y la delincuencia continuaron en aumento. Entre los escasos beneficiados por el deterioro de las condiciones de vida en la ciudad se encontraba el partido local Shiv Sena.
La actitud populista del Shiv Shena tuvo resonancia entre las clases más desfavorecidas. En 1984, 90 personas perdieron la vida en disturbios de naturaleza política. Los enfrentamientos se repitieron al año siguiente, 1985, cuando el Shiv Shena derrotó al Partido del Congreso en las elecciones municipales. En 1992 se quebró definitivamente la tolerancia religiosa y política, y comenzó la violencia sectaria, causando inmensas pérdidas de vidas y propiedades. El 12 de marzo de 1992 explotaron varias bombas en sitios importantes de Bombay, matando a más de 300 personas Según cifras oficiales, en la oleada de incidentes que sacudieron a la ciudad entre diciembre de 1992 y el final de enero de 1993, 784 personas perdieron la vida y alrededor de 5000 resultaron heridas.
En 1995, el gobierno del estado de Maharashtra (del partido Shiv Sena) —de acuerdo con su política de recuperar los nombres históricos de los sitios rebautizados por los invasores— renombró la ciudad con su nombre local: Mumbai (durante cuatro siglos se había llamado oficialmente Bombay).
Cuando Bombay parecía estar recuperando la normalidad, el 12 de marzo de 1993, diez bombas explotaron en el centro de la ciudad, matando a 317 personas. Se sospecha que los atentados podrían haber tenido el respaldo de Pakistán. Más de diez años después, el 25 de agosto de 2003, se produjo un nuevo atentado en el que militantes islamistas hicieron estallar dos bombas, matando a 48 personas e hiriendo a unas 150.

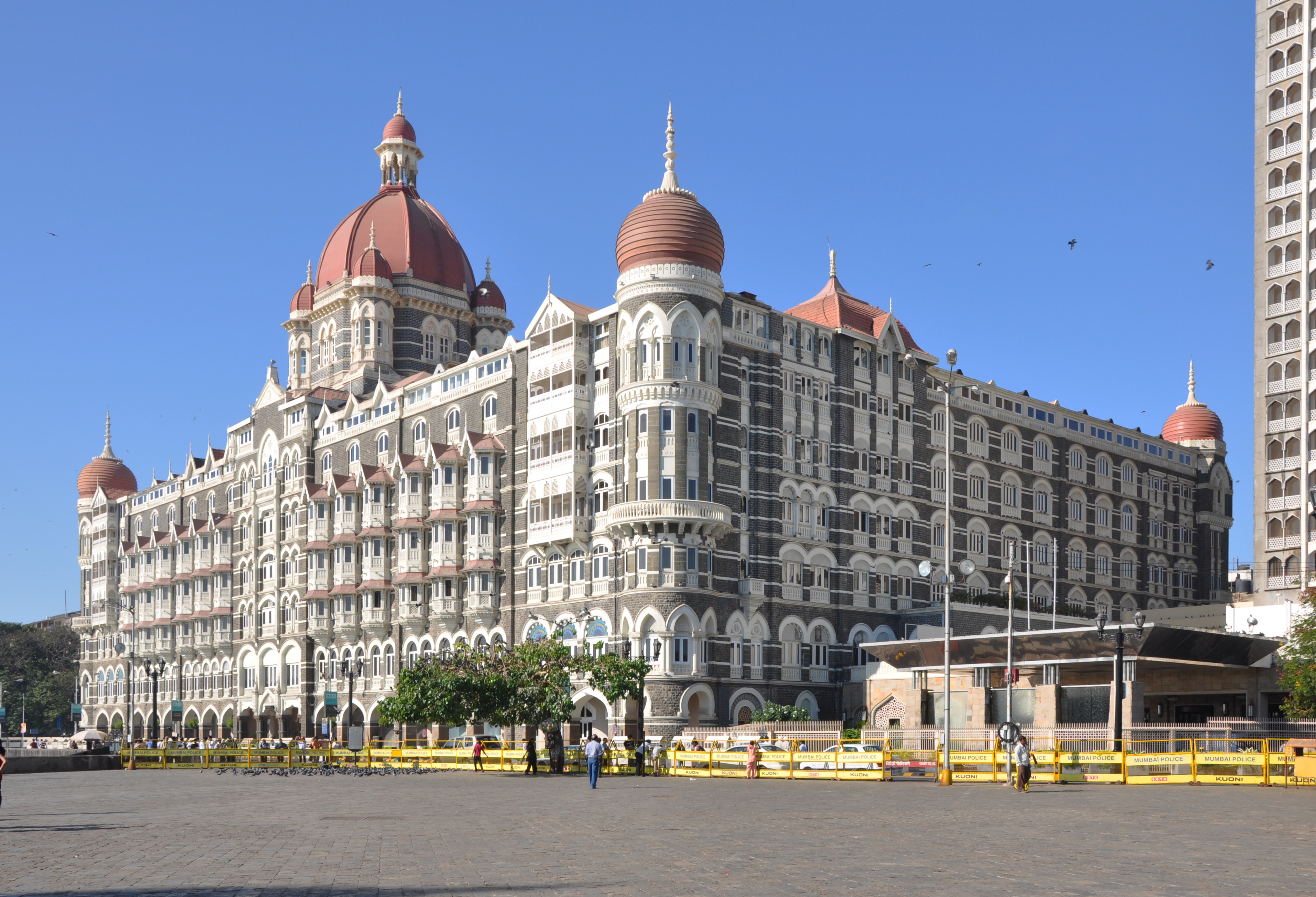
El emblemático hotel Taj Mahal Palace & Tower fue uno de los objetivos de los atentados de Bombay de 2008.

El 11 de julio de 2006 se produjeron varios atentados con bombas en el ferrocarril suburbano de Bombay (atentados del 11 de julio de 2006 en Bombay). Siete bombas hicieron explosión en diversos trenes durante la tarde en una de las horas punta del sistema de transporte público de la ciudad. Una octava bomba fue desactivada en la estación de Borivali.
Los atentados se cobraron al menos 182 vidas y causaron más de 800 heridos. El tipo de atentado con bombas en varias estaciones, similar a los atentados del 11 de marzo de 2004 en Madrid y a los atentados del 7 de julio de 2005 en Londres, parece indicar que habría sido obra de militantes islamistas. Las autoridades indias mencionaron en un principio al grupo pakistaní Lashkar-e-Toiba como máximo sospechoso de la organización de estos atentados, aunque este grupo negó su implicación. Otro grupo armado radical, Lashkar-e-Qahhar, reivindicó los atentados, aunque la policía india, una semana después de las explosiones, ponía en duda la capacidad de ese pequeño grupo, poco conocido, de haber organizado atentados de tal magnitud.
En 2008 tuvieron lugar diez ataques terroristas coordinados (atentados de noviembre de 2008 en Bombay), donde 155 personas perdieron la vida y 327 resultaron heridas.
Bombay es la más europea de las ciudades indias. Los edificios coloniales británicos y los modernos rascacielos, así como el mayor distrito de negocios del país, junto a los cines y teatros, dan a la ciudad su carácter peculiar dentro de la India, conservando también la tradición cultural en sus numerosos templos hinduistas, iglesias y mezquitas.
Bombay cuenta con la mayor industria cinematográfica del mundo. A los enormes estudios de producción se les conoce colectivamente como Bollywood, juego de palabras resultante de combinar los nombres Bombay y Hollywood).

## Demografía

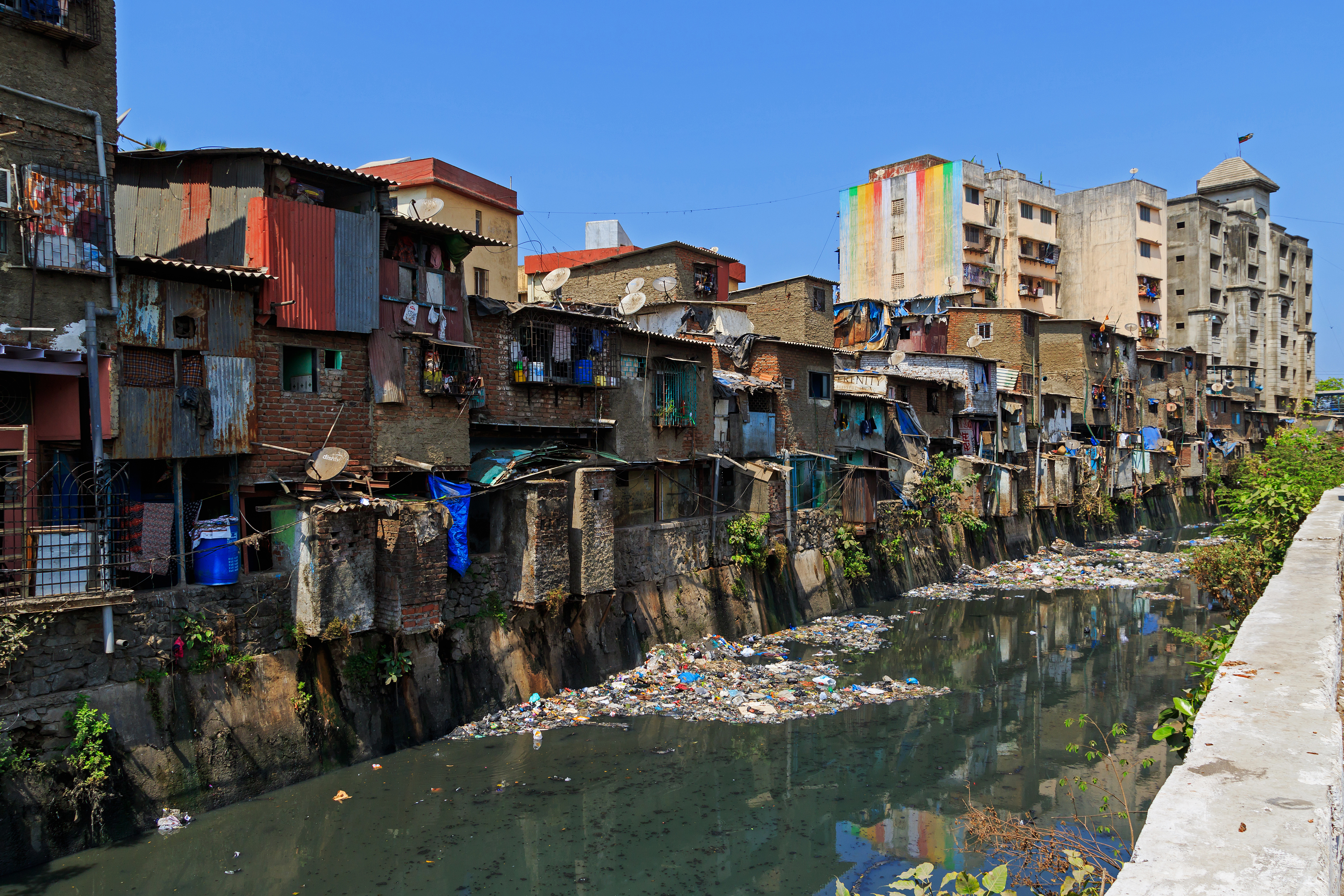
Dharavi, el mayor barrio chabolista de Bombay.

Desde los comienzos de la colonización británica, la antigua Bombay experimentó un rápido crecimiento de población. De 10 000 habitantes en el año 1661 pasó a una cifra diez veces mayor en 1764, alrededor de los 100 000. En 1845, la ciudad contaba ya con medio millón de habitantes. En el primer censo de población en el año 1864 la cifra de población ascendía ya a 817 000. En las décadas de 1860 y de 1890, la población descendió debido a diversas epidemias. En 1911, la población de Bombay rebasó el millón de habitantes.
La incorporación al término municipal de Bombay de otras zonas adyacentes en 1950 y de zonas aún más alejadas en 1957 aumentó la superficie administrada por la ciudad y, consiguientemente, la población total. Las cifras oficiales de población se decuplicaron una vez más entre 1911 y 1991, cuando la ciudad, incluso sin contar los barrios periféricos, rebasaba ya los diez millones de habitantes. La población del Bombay propiamente dicho era de unos 13,750 millones en enero de 2009. Sin embargo, su área metropolitana, que era de 16 434 386 habitantes según el censo de 2001 (y 12 596 243 hab, de acuerdo al anterior, de 1991) ya tiene, con unos 20,25 millones (en enero de 2009) una población mayor que la de Chile (16 430 000) y similar a la de Australia (20 700 000).

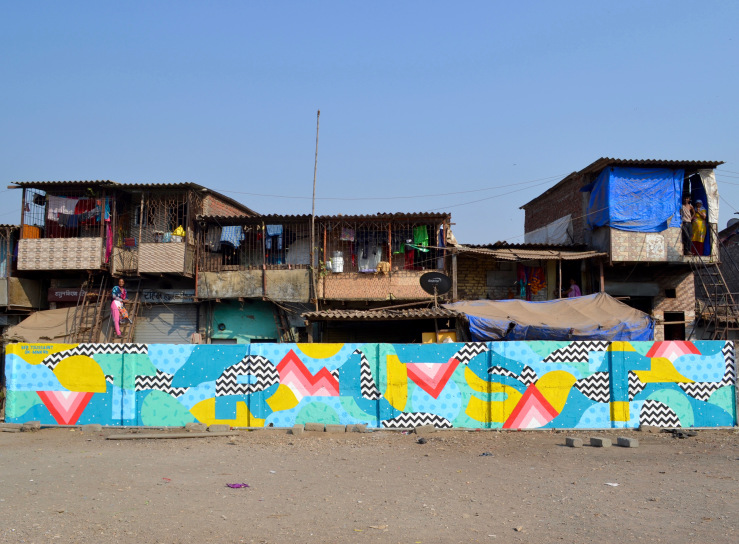
Mural del artista Seb Toussaint en el barrio Phule Nagar

La densidad de población en Bombay alcanza valores que no tienen comparación en las aglomeraciones urbanas de otras partes del mundo, como Europa. En la ciudad viven 29 000 hab./km², mientras que en Madrid, en comparación, viven unos 5000 hab./ km². En el caso más extremo, la zona de Bhuleshwar alcanza una densidad de 400 000 hab./km², una de las densidades de población más altas del mundo. Según estimaciones de las Naciones Unidas, en el año 2020 vivirán en el núcleo urbano de Bombay 28,5 millones de personas. Un problema no resuelto derivado de esta altísima densidad de población es la existencia de barriadas de chabolas que continúan extendiéndose por todas las zonas de la ciudad.

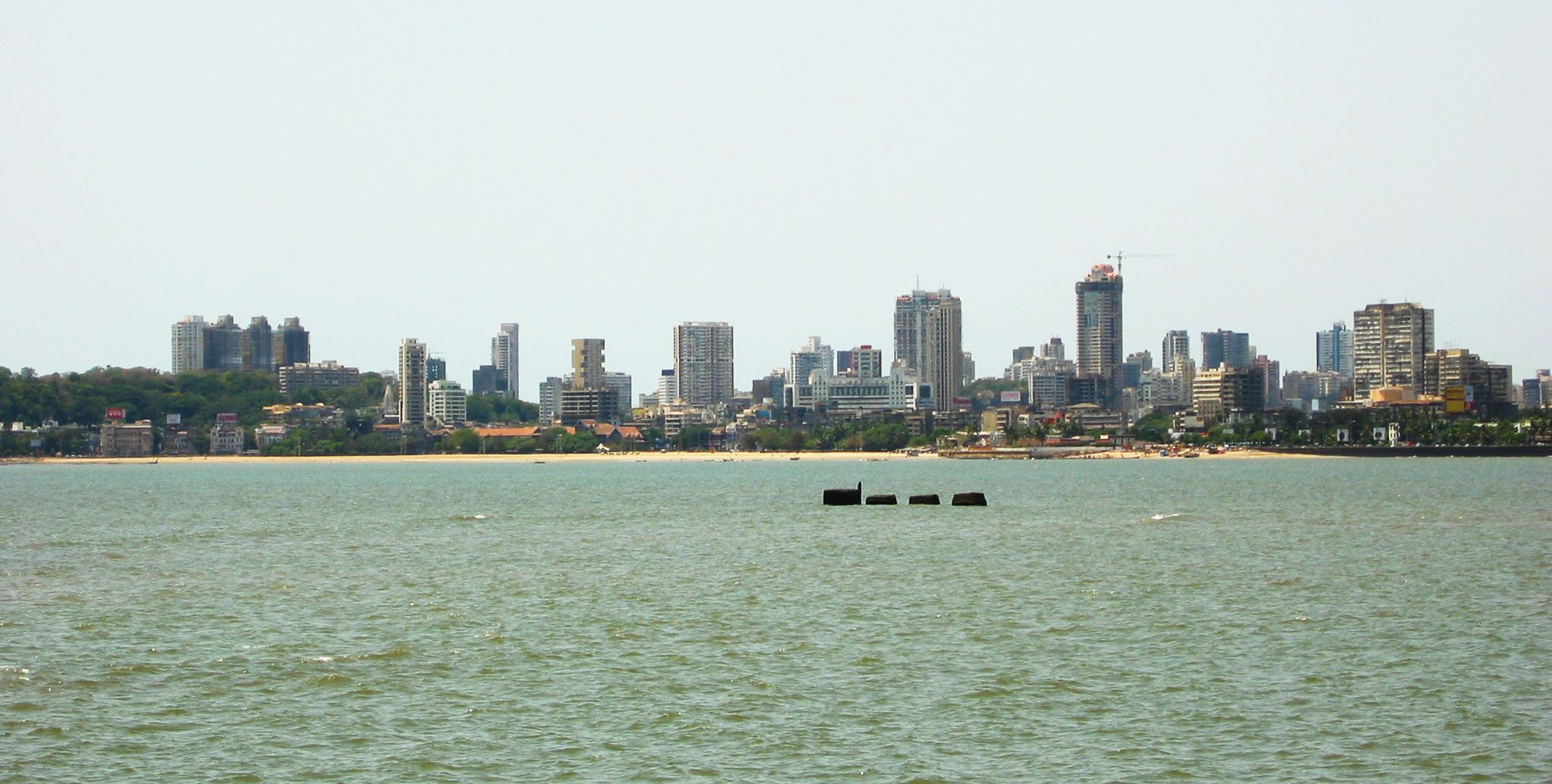
Vista de Bombay, con Chowpatty Beach en primer plano

Desde el comienzo de la colonización británica, una parte considerable del crecimiento de población de Bombay ha estado causado por la inmigración. Los inmigrantes, atraídos por el prestigio y la pujanza económica de la ciudad, proceden no solo de las regiones circundantes, sino también de toda la India e incluso de países vecinos. El resultado es un conglomerado de personas de diferentes orígenes étnicos y lingüísticos.
Los maratos autóctonos y los guyaratíes del estado vecino de Guyarat, al norte, que hasta 1960 perteneció a la provincia de Bombay, constituyen los dos grupos lingüísticos más numerosos en la ciudad. Existen también minorías relevantes de bengalíes, marvaríes, panyabíes y támiles. De origen extranjero son, sobre todo, los sindíes de Pakistán, así como afganos, chinos y nepalíes.
El siguiente sumario muestra las cifras de población del Bombay "estricto" (es decir, sin su conglomerado urbano "externo"). Los datos hasta 1845 son meras estimaciones, mientras que los datos entre 1864 y 2001 se basan en resultados de censos. El de 2011 es una proyección media para la fecha del próximo censo nacional indio.
| año  | población |
| ---- | --------- |
| 1661 | 10 000    |
| 1675 | 60.000    |
| 1764 | 100.000   |
| 1780 | 114.000   |
| 1806 | 200.000   |
| 1814 | 240.000   |
| 1830 | 229.000   |
| 1845 | 500.000   |

| año  | población |
| ---- | --------- |
| 1864 | 816.562   |
| 1872 | 644.605   |
| 1881 | 773.196   |
| 1891 | 821.764   |
| 1901 | 812.912   |
| 1911 | 1.018.388 |
| 1921 | 1.244.934 |
| 1931 | 1.268.936 |

| año  | población  |
| ---- | ---------- |
| 1941 | 1.686.127  |
| 1951 | 2.966.902  |
| 1961 | 4.152.056  |
| 1971 | 5.970.575  |
| 1981 | 8.227.382  |
| 1991 | 9.925.891  |
| 2001 | 11.914.398 |
| 2011 | 14.300.000 |

Desde 1951 las cifras de población son a fecha 1 de marzo, incluida la estimación media para 2011.

### Idiomas

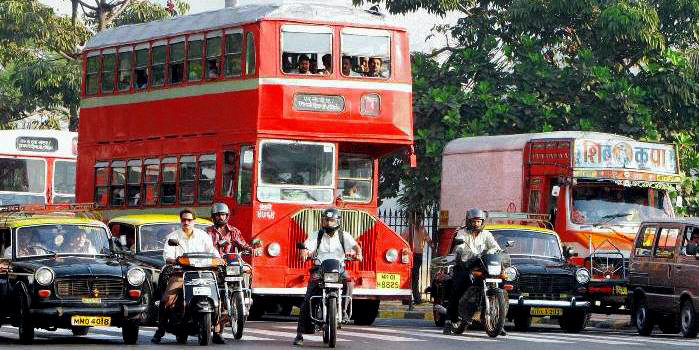
Tráfico en Bombay

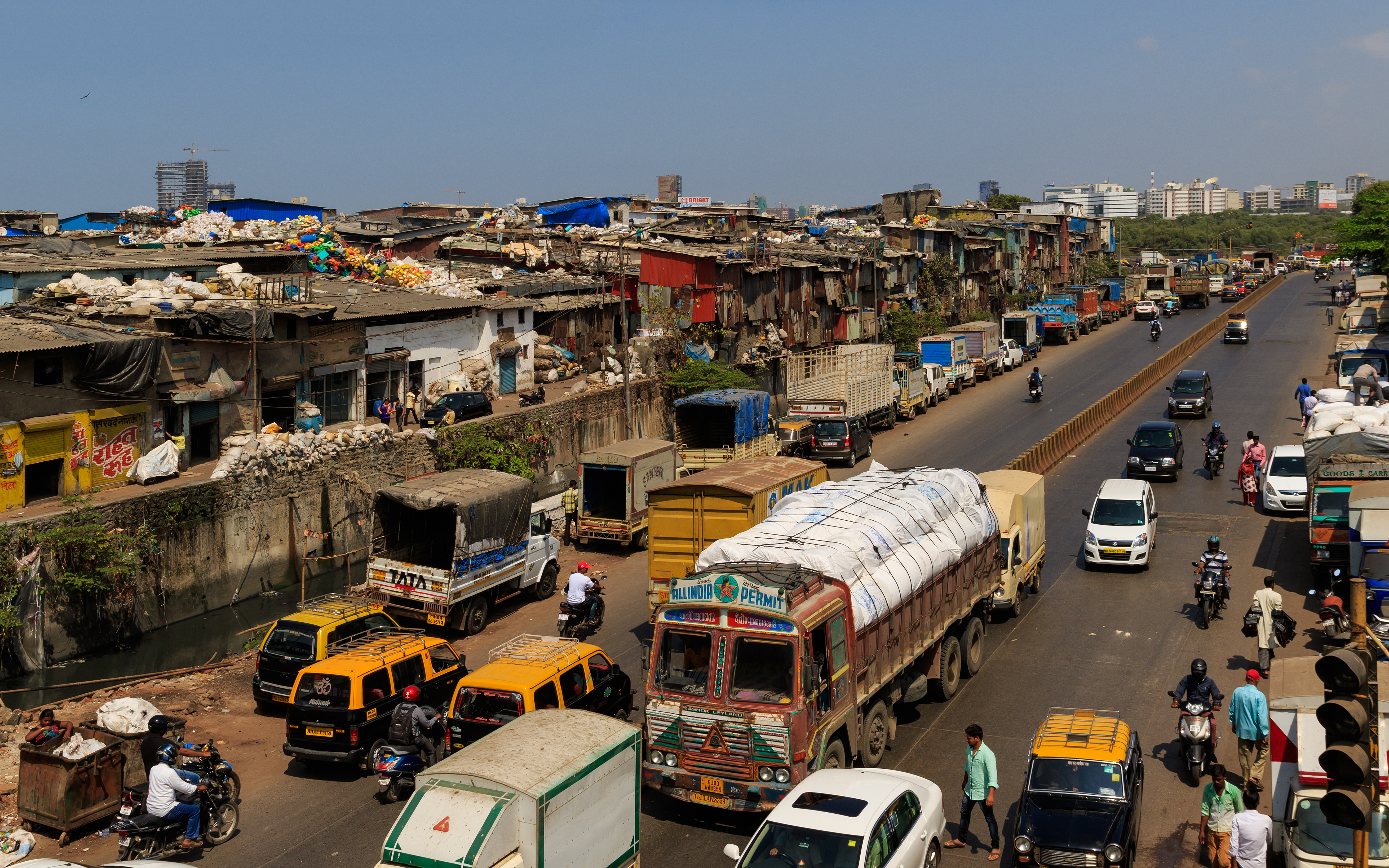
Tráfico en Bombay

En Bombay se hablan alrededor de 200 lenguas y dialectos de origen tanto autóctono como extranjero. La lengua más hablada en la ciudad es el maratí, utilizado por un 43 % de la población local. El maratí es la principal lengua oficial del estado de Maharashtra y la lengua tradicional autóctona.
Tras el maratí se encuentra, con un 19 % de la población, el guyaratí, lengua propia del estado vecino de Guyarat, situado al norte de Bombay. A esta lengua le sigue el urdu, hablado por un 10 % de la población, principalmente por los musulmanes, que lo tienen como lengua materna. El urdu se escribe en una modificación similar a la del persa del alfabeto árabe y fue lengua oficial durante la dominación mogol.
Indistinguible del urdu como lengua hablada, pero con una norma culta y alfabeto diferentes, el hindi -la lengua principal de todo el norte de la India- es en Bombay la cuarta lengua más utilizada; un 8 % de la población tiene el hindi como lengua materna. El hecho de que el hindi y el urdu sean prácticamente indistinguibles como lenguas habladas y el estatus del hindi como lengua nacional de la India y lengua principal de las películas y los medios de comunicación hacen que sea muy habitual el uso de esta lengua como lengua de comunicación social entre los distintos grupos.
Todas las lenguas anteriormente mencionadas son lenguas indoarias. Las lenguas drávidas (o dravídicas) támil y télugu, propias del sur del país, son habladas por un 2,5 % de la población. Las lenguas drávidas no están relacionadas históricamente con las indoarias y eran las lenguas habladas originalmente en todo el subcontinente antes de la conquista aria.
El inglés ocupa la duodécima posición, con sólo un 1 % de los habitantes de la ciudad que lo hablan como lengua materna, según las encuestas oficiales de hábitos lingüísticos. Con todo, el inglés está muy extendido entre las clases altas de Bombay, y es la segunda lengua de muchos de sus habitantes. Todos los documentos y publicaciones oficiales de la ciudad se publican en inglés además de en maratí.
Los dos principales diarios de Bombay se editan en lengua inglesa. La falta de correspondencia entre el amplio uso del inglés como lengua culta y administrativa y su escaso uso en la vida cotidiana refleja el estatus de esta lengua como medio de comunicación entre las diferentes comunidades lingüísticas de la ciudad, con preferencia sobre el hindi, muy identificado con el norte de la India y rechazado en gran medida por los hablantes de lenguas drávidas del sur.

### Religiones
| Religión en Bombay en 2018                                                              |
| --------------------------------------------------------------------------------------- |
|                                                                                         |
| Hinduismo (77,8%) Islam (18,7%) Budismo (2,5%) Cristianismo (0,9%) No religiosos (0.1%) |

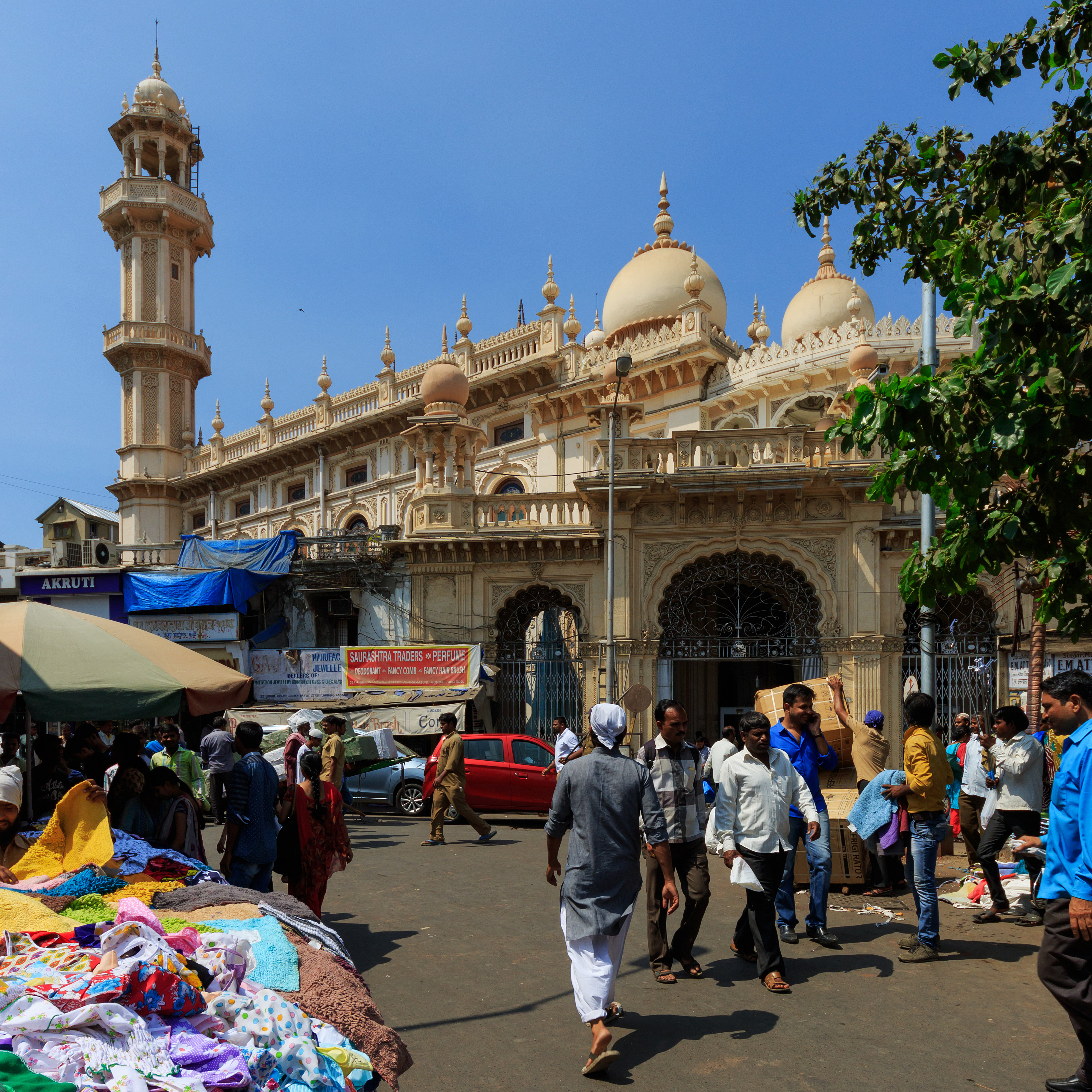
Mezquita Jama, la más grande y antigua de Bombay.

De manera análoga a la situación lingüística, la coincidencia de comunidades de orígenes diversos en Bombay ha dado lugar a la presencia de distintas religiones. La sobrerrepresentación de las minorías religiosas en comparación con otras grandes urbes de la India es uno de los hechos más llamativos de la sociedad de Bombay. Entre las diversas minorías, destacan los budistas, los cristianos, los jainitas, los judíos, los parsis y los sikhs. Judíos, parsis y sikhs constituyen un poco menos del 2 % de la población, mientras que los budistas y los jainitas suman una cifra ligeramente inferior al 5 % de la población total, y los cristianos en torno a un 7 %.
Junto a estas minorías, las dos mayores religiones son, como en el resto del país, el hinduismo y el islamismo. La relativa importancia numérica de las minorías antes citadas hace que los hinduistas, alrededor de un 80 % de la población en toda la India, representen en Bombay solamente el 67,2 % de los habitantes de la ciudad. Con todo, los hinduistas son, con gran diferencia, la comunidad religiosa dominante en Bombay.
Por su parte, los parsis y los jainas desempeñan en Bombay un papel muy importante en la economía, a pesar de tratarse de minorías numéricamente pequeñas.
Los musulmanes representan alrededor del 25,9 % de la población y dominan algunos sectores de la economía, además de ser la comunidad mayoritaria en varias partes de la ciudad.

## Administración y política

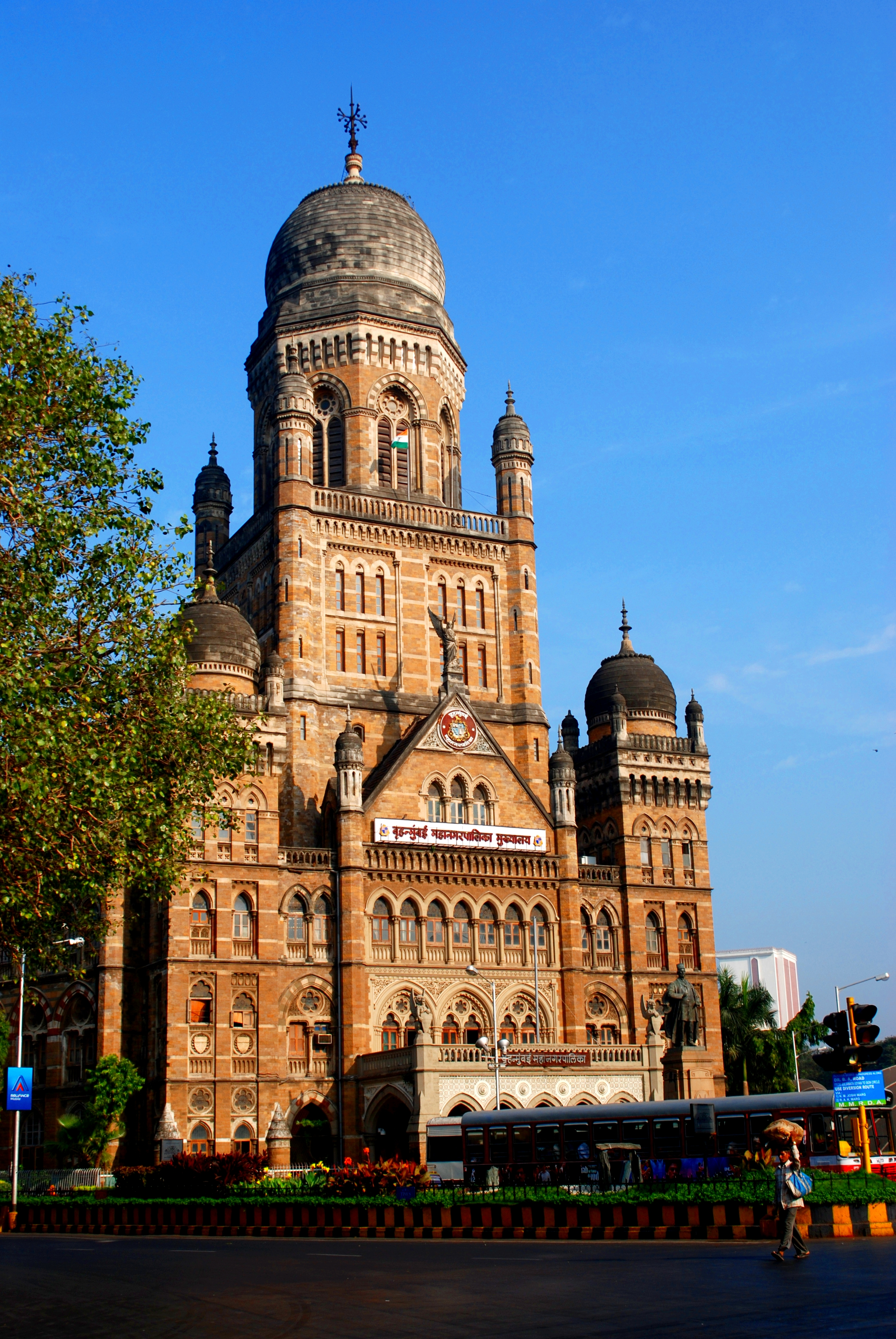
Sede de la Corporación Municipal de Bombay.

En 2005, el alcalde de Bombay fue Datta Dalvi. Pertenece al partido de extrema derecha Shiv Sena (‘ejército del rey Shiva"). El 18 de febrero de 2005 tomó posesión del cargo, sucediendo a Mahadeo Deole. La candidatura de Dalvi logró 140 escaños, mientras que su rival del Partido del Congreso Ramchandra Raghavan Pillai logró 63. Dilip Patel del partido Bharatiya Janata Party fue reelegido como vicelacalde. Dalvi ocupa también el puesto de presidente del Comité Permanente de la Corporación Municipal del Gran Bombay, organismo responsable de la construcción y el mantenimiento de la infraestructura urbana.
El Shiv Sena es, con mucha diferencia, el mayor partido en el área metropolitana de Bombay. Mientras que en las otras grandes ciudades indias gobiernan el Partido Comunista (Calcuta) o el Partido del Congreso (Delhi), la política de Bombay está dominada por el faccionalismo hinduista del Shiv Sena. Este partido, liderado por el admirador declarado de Adolf Hitler Bal Thackery, irrumpió en el panorama político de la ciudad a través de propaganda pro-maratí y antiislámica. Entre 1985 y 1992, y de nuevo desde 1995, ha mantenido la alcaldía de Bombay. Entre sus objetivos principales se encuentra frenar la inmigración procedente del sur de la India y de musulmanes y, al mismo tiempo, expulsar a los inmigrantes ilegales de la ciudad. Al Shiv Sena se le ha acusado también de fomentar los incidentes y ataques cada vez más violentos contra la población musulmana de Bombay.

## Educación
Bombay alberga a numerosas instituciones de educación de alto nivel, ente ellas dos universidades, la Universidad de Bombay (University of Mumbai) y la Universidad Femenina SNDT (SNDT Women's University), así como varios institutos de investigación. A la Universidad de Bombay, fundada en 1857, pertenecen casi todas las facultades y los centros de enseñanza e investigación más avanzados de la India, como el Instituto Universitario de Tecnología Química de Bombay (Mumbai University Institute of Chemical Technology), fundado en 1934, y el Instituto Tata de Investigación Fundamental (Tata Institute of Fundamental Research, TIFR), fundado en 1945. También en Bombay se encuentra la sede del prestigioso Instituto Indio de Tecnología Bombay (Indian Institute of Technology Bombay, IITB).

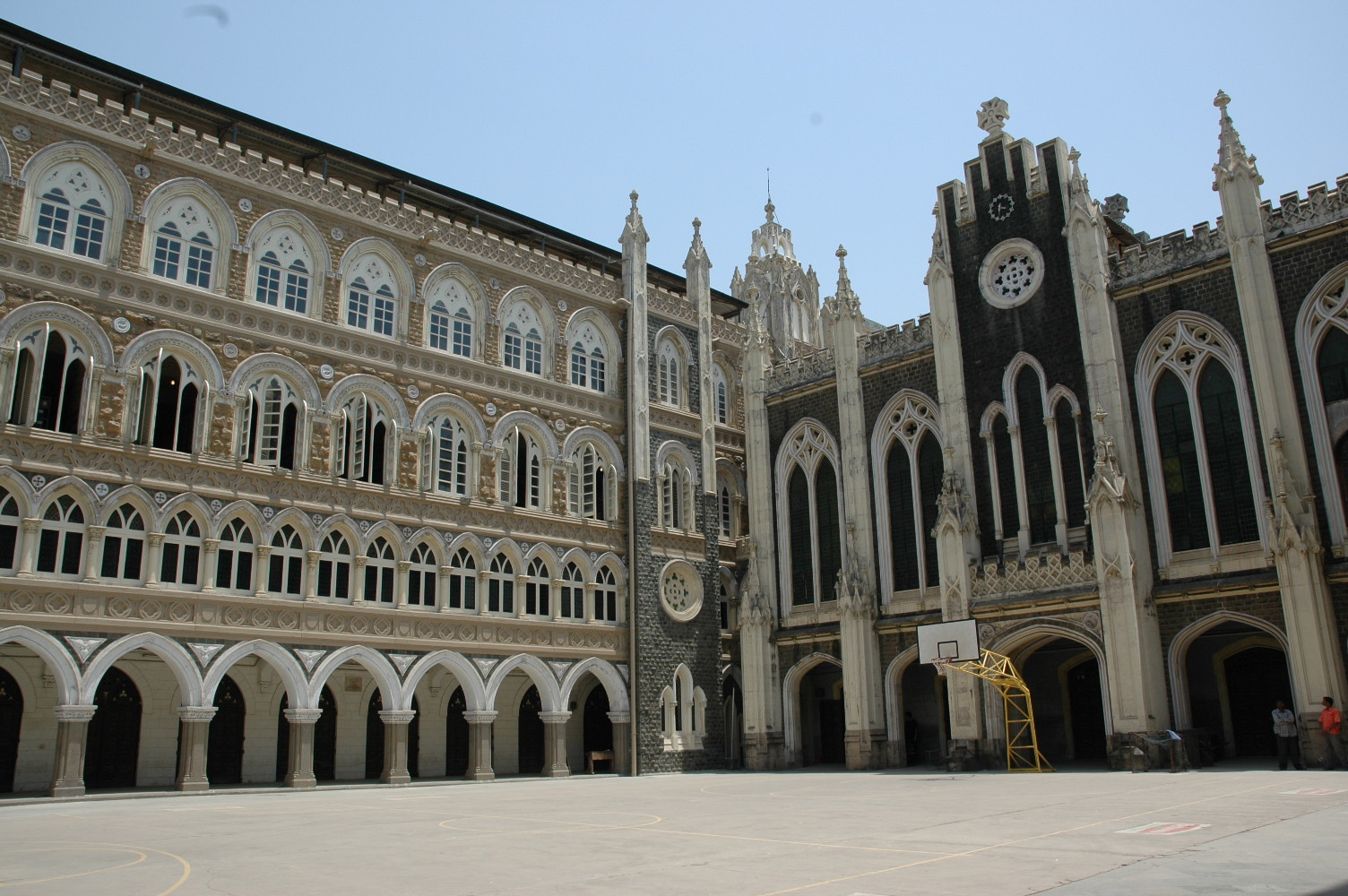
St. Xavier's College de la Universidad de Bombay.

Otras instituciones de educación e investigación importantes de Bombay son el Instituto Técnico Veer Jijamata (Veer Jijamata Technical Institute, VJTI), el Instituto Watumul de Ingeniería Electrónica y de Tecnología Informática (Watumul Institute of Electronic Engineering and Computer Technology), el Centro Bhabha de Investigaciones Atómicas (Bhabha Atomic Research Centre), el Instituto Jamnalal Bajaj de Estudios de Gestión (Jamnalal Bajaj Institute of Management Studies, JBIMS), el Centro Nacional de Tecnología del Software (National Centre for Software Technology, NCST), el Hospital y Centro de Investigaciones Memorial de Tata (Tata Memorial Hospital and Research Centre), el Instituto Panindio de Medicina Física y Rehabilitación (All India Institute of Physical Medicine and Rehabilitation), la Academia Marina BP (BP Marine Academy) y muchas otras instituciones de educación e investigación.
La educación primaria y secundaria depende de más de mil escuelas públicas y algunas privadas. El sistema educativo revela una fuerte influencia occidental. El uniforme es obligatorio en las escuelas, y todas las materias, a excepción del hindi, se imparten en lengua inglesa. Las escuelas públicas son gratuitas, aunque masificadas y con un profesorado de formación a veces escasa. Las escuelas privadas son de pago y por ello sirven predominantemente a la población adinerada, aunque un sistema de becas permite también a alumnos de orígenes humildes asistir a las mismas.
Los escolares indios comienzan la escuela primaria a los seis años de edad. A la educación primaria le sigue la secundaria, dividida en dos etapas, la primera entre los once y los quince años, y la segunda entre los dieciséis y los diecisiete. Tras superar con éxito la educación secundaria, los estudiantes pueden optar a ingresar en la Universidad. Mientras que para las clases más pudientes es posible acceder a las diferentes fases del sistema educativo hasta llegar a la universidad, entre las capas más desfavorecidas de la población de Bombay es habitual que los niños abandonen el sistema educativo a edades tempranas por la necesidad de trabajar para contribuir a los ingresos familiares y la dificultad de hacer frente a los gastos en material, libros y uniformes, que requiere la asistencia a la escuela.

## Economía
Bombay cuenta con una economía muy diversificada y es el centro neurálgico de las finanzas, el comercio y la moda en la India. Como se ha comentado en la sección anterior, la industria cinematográfica de la ciudad es la mayor del mundo, según las cifras anuales de producción. Además, destacan también la producción de maquinaria y las industrias metalúrgica y química. También se producen fertilizantes y textiles en algodón, así como productos derivados del petróleo. Debe destacarse también la relevancia de las tecnologías de la información, la artesanía, la industria editorial, la construcción y reparación naviera, así como la industria pesquera. En la isla de Trombay está en funcionamiento desde 1957 una central nuclear.
Bombay produce en solitario el 38 % del producto interior bruto de la India, y por su puerto de 8 km² de extensión, uno de los mayores puertos naturales del mundo, pasa la mitad del comercio exterior del país. Bombay es también la capital financiera de la India. La Bolsa de Bombay (Bombay Stock Exchange), que aún utiliza el nombre antiguo de la ciudad, fue fundada en 1875 y es la bolsa más antigua de Asia y la mayor de India. La Bolsa Nacional (National Stock Exchange) es el otro mercado bursátil también radicado en la ciudad. Esta última fue fundada en 1992 como una escisión de la Bolsa de Bombay por iniciativa de los grupos políticos, y se diferencia de los demás mercados bursátiles del país por la división de las actividades en dos ámbitos, comercial y de gestión.
Dada la condición de Bombay como motor económico de la India, es natural que en esta ciudad se encuentren abundantes signos de prosperidad, desde la piña de edificios de oficinas en Nariman Point ―el Manhattan de Maharashtra― hasta los automóviles de lujo que recorren las calles de la ciudad. Asimismo, los precios inmobiliarios en estas zonas acomodadas de Bombay se encuentran entre los más altos del mundo.
Frente al éxito económico de la ciudad, la otra cara de la moneda se revela en la profunda pobreza que se ve también en las calles de Bombay. Cada día llegan a la ciudad cientos de inmigrantes procedentes de las zonas rurales del estado de Maharashtra, que intentan escapar de la miseria de sus aldeas. Mientras que muchos encuentran trabajo y alojamiento adecuados, la mayoría de los inmigrantes se aloja en las calles o en los barrios de chabolas, los mayores de toda Asia. Hasta un tercio de la población total de la ciudad vive en condiciones de pobreza extrema, y muchos de ellos recurren a la mendicidad. A pesar de todo, el vigor económico de Bombay hace que incluso los más desfavorecidos encuentren oportunidades de mejorar sus condiciones de vida.

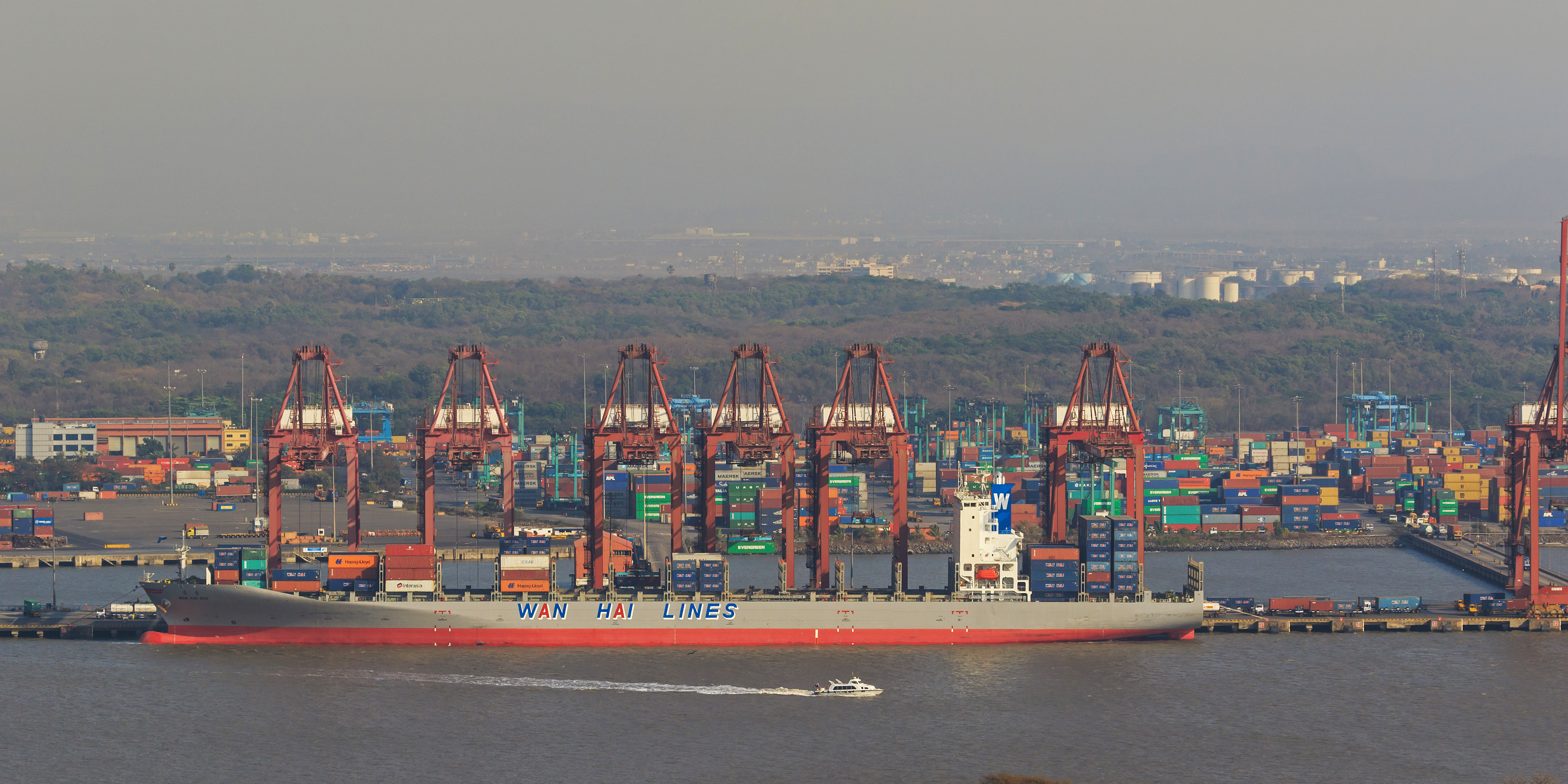
Puerto Jawaharlal Nehru, ubicado al sur de Bombay.

Las enormes desigualdades sociales en la ciudad, en la que más de cuatro millones de sus habitantes ocupan los barrios de chabolas marginales y acaparan los empleos peor pagados, han sido reflejadas en ocasiones en el cine y la televisión. Por ejemplo, el documental
Bombay: Our City ("Bombay, nuestra ciudad"), dirigido por Anand Patwardhan (India, 1985), narra la historia de la lucha diaria por la supervivencia de los más desfavorecidos, que se enfrentan a la marginación e incluso a la persecución policial y a la falta de acceso a las infraestructuras urbanas más básicas.
Las posibilidades de desarrollo futuro de Bombay se centran de manera especial en el sector de los servicios, así como en la industria informática. Muchas empresas locales trabajan ya al servicio de clientes europeos en el sector de la obtención y proceso de datos. También la industria del automóvil, como potencial suministrador de los grandes fabricantes mundiales y en razón de la creciente demanda de la clase media india, ofrece expectativas de crecimiento importantes.
Además, Bombay cuenta también con oportunidades para desarrollarse como centro de investigación y desarrollo, y de afianzar su papel como núcleo comercial y de negocios. Debido a los precios inmobiliarios relativamente bajos, la zona norte de Bombay (el Gran Bombay) se ha convertido en un área atractiva para las nuevas empresas. Las condiciones geográficas, Bombay es una península, hacen que la expansión del área urbana sólo pueda orientarse hacia el norte.
Las posibilidades de crecimiento de Bombay, no obstante, se enfrentan al problema de unas deficientes infraestructuras para el transporte por carretera, en contraste con las modernas instalaciones portuarias y aéreas, así como a una administración local criticada por no haber sabido gestionar el desarrollo dinámico de la economía. Estos problemas hacen aún difícil a corto plazo que Bombay se convierta, como otras ciudades asiáticas, en un gran centro económico global.

## Transporte

### Transporte de larga distancia

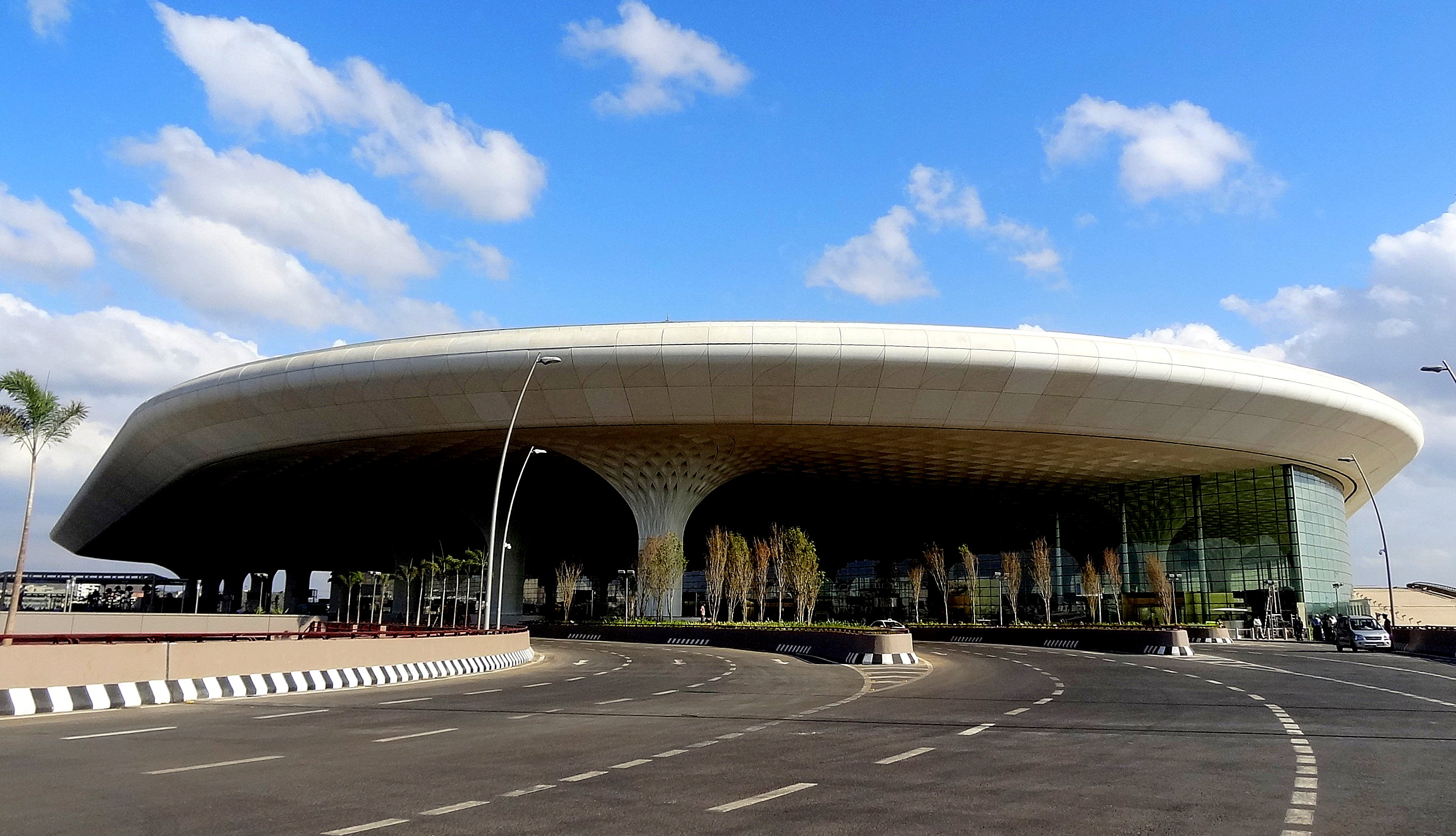
La nueva Terminal 2 del Aeropuerto Internacional Chhatrapati Shivaji.

Bombay es un importante núcleo de comunicaciones que cuenta con autopistas, terminales de autobuses interurbanos, el puerto más importante de la India y conexiones aéreas y ferroviarias con el resto del país y del mundo. En 1920 entró en funcionamiento el primer aeropuerto de la India británica. El actual Aeropuerto Internacional Chhatrapati Shivaji, inaugurado en 1971, es el aeropuerto de mayor tránsito del país. Las condiciones de la zona de llegadas y las tortuosas formalidades de entrada son las críticas principales de quienes llegan al aeropuerto. Los vuelos nacionales utilizan el "Aeropuerto Nacional de Santa Cruz", más pequeño.
En Bombay convergen dos líneas principales de la red ferroviaria: hacia el norte y el oeste se extiende el Western Railway ("ferrocarril occidental") y hacia las regiones del este, centro y sur se extiende el Central Railway ("ferrocarril central"). Los trenes de esta última línea parten en su mayoría de la terminal ferroviaria de Victoria, completada en 1888, y en la actualidad renombrada como Terminal Chhatrapati Shivaji. Otros trenes que unen Bombay con el sur utilizan la estación de Dadar, mientras que los que se dirigen al noroeste tienen su terminal en la Estación Central de Bombay.

### Transporte urbano

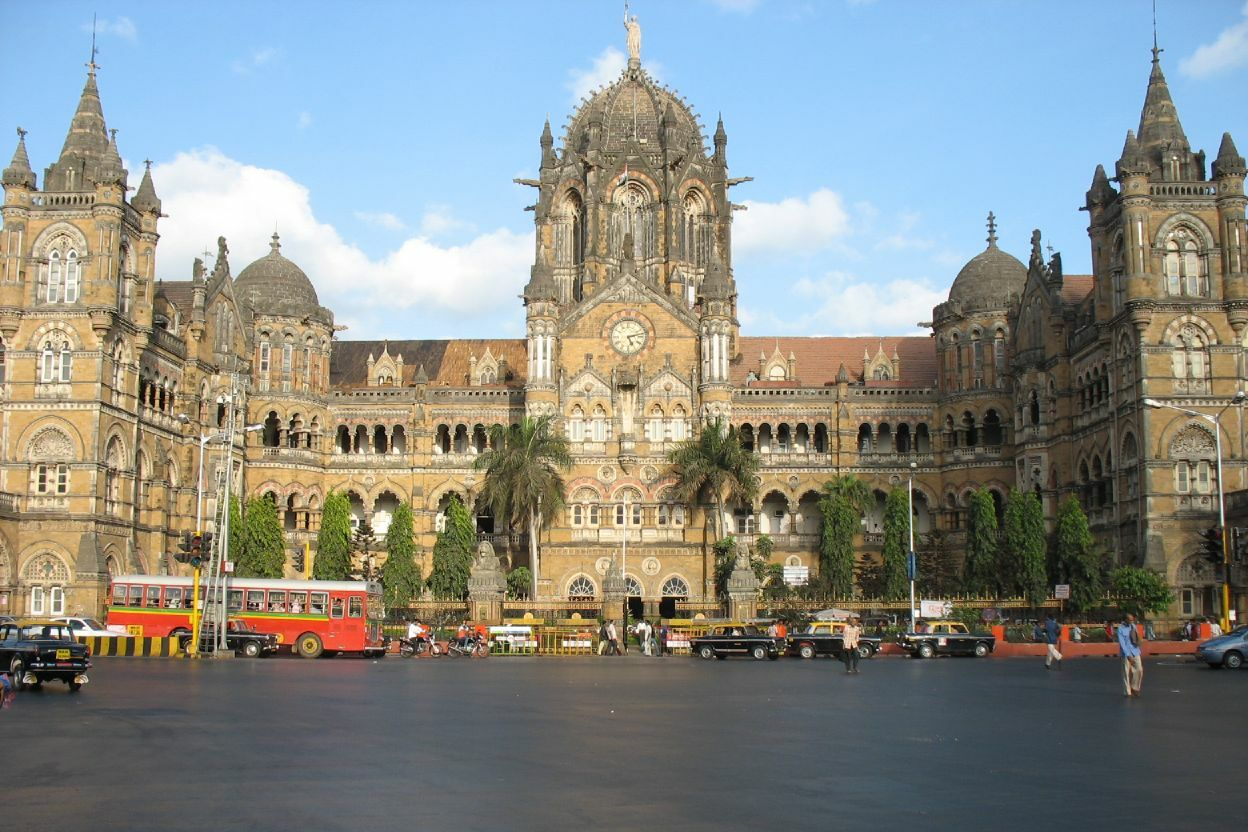
Estación Chhatrapati Shivaji, declarada Patrimonio de la Humanidad por la Unesco.

Los medios de transporte urbanos de Bombay se han visto sobrepasados por el crecimiento del tráfico de los últimos años. El 15 de julio de 1926, se inauguró el servicio de autobuses motorizados. Entre 1962 y 1971, hubo también trolebuses en las calles de la ciudad. La compleja red de autobuses de Bombay, lenta pero económica, da servicio a todas las zonas de la ciudad.
El tren ligero, inaugurado el 5 de enero de 1928, es un medio de transporte más rápido. Los trenes van habitualmente llenos de pasajeros incluso fuera de las horas punta. Los servicios se suceden con una frecuencia de escasos minutos y paran en varias decenas de estaciones pequeñas. El servicio del ferrocarril ligero es esencial para el funcionamiento de la ciudad, ya que a través de este millones de personas se desplazan diariamente entre sus hogares y sus lugares de trabajo.
En 2014 se inauguró la primera línea del metro de Bombay; tres líneas más están en construcción en 2015.
Además, en las afueras de la ciudad, pero no en el centro, se pueden tomar aún los tradicionales rickshaws. Al margen del transporte público, las atracciones turísticas de la ciudad pueden visitarse fácilmente en giras turísticas organizadas. Del puerto de Bombay parten también servicios regulares de embarcaciones que unen la ciudad con la orilla opuesta y con las islas interpuestas entre ambas. Entre los turistas, es especialmente popular el viaje a la isla de Elephanta.

## Medios de comunicación

### Prensa

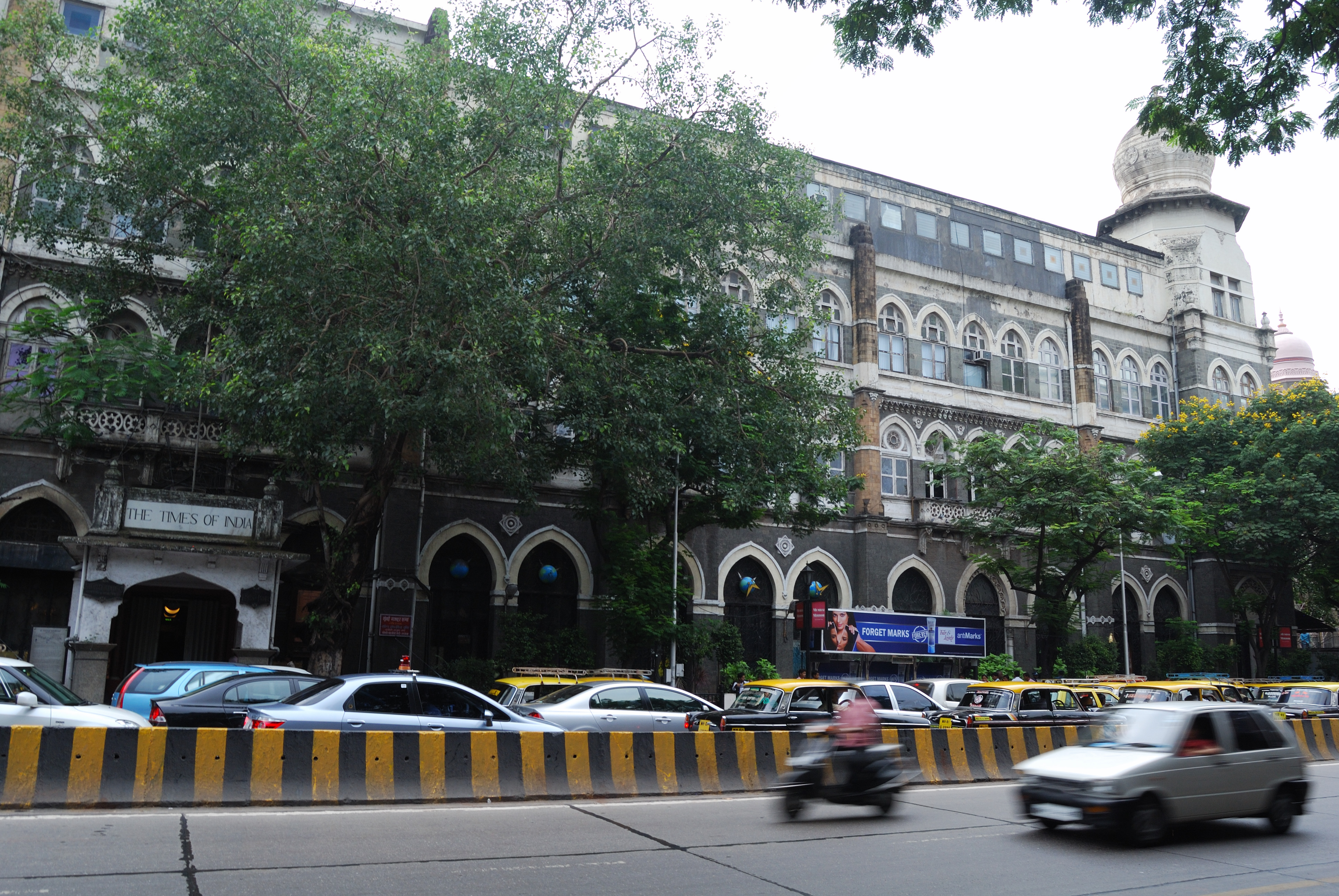
La primera oficina del periódico The Times of India, ubicada frente a la Estación Chhatrapati Shivaji.

La prensa escrita de Bombay ejerce, junto a la televisión, una influencia importante sobre la vida diaria de sus habitantes y, en consecuencia, sobre la opinión pública. La lectura de diarios y revistas es más habitual entre los hombres, que en la India, por lo general, disponen de un nivel de educación y de ingresos más elevado que las mujeres. A pesar de que en torno a un tercio de la población de Bombay se compone de analfabetos, los periódicos impresos en Bombay cuentan con una comunidad de lectores estable y creciente.
Las publicaciones principales en lengua inglesa son The Times of India, Midday, Afternoon, Asian Age, The Economic Times, Mumbai Mirror, DNA-Daily News And Analysis, Hindustan Times y el Indian Express. En maratí destacan Loksatta, Maharashtra Times, Nava Kaal y Saamana; y en hindi Dainik Bhaskar y Dainik Jagran. En los quioscos de la ciudad se venden también periódicos en otras lenguas, en particular en guyaratí, malayalam, bengalí, urdu, télugu y támil.

### Radio
Bombay es el lugar de origen de la radio india. En junio de 1923, un grupo de entusiastas fundó un club de radioaficionados, que comenzó a emitir diariamente. El 23 de julio de 1927, se fundó en la ciudad la Indian Broadcasting Company ("Compañía de Radiodifusión de la India"), la primera cadena comercial de radio en el país.
Hoy en día, existen en Bombay decenas de canales de radio públicos y privados. La cadena de más éxito es "Radio Mirchi", con alrededor de 1,2 millones de oyentes diarios, seguida de "Vividh Bharati" con una audiencia de alrededor de 700 000. El mercado de la radio en Bombay y en toda India se ha visto agitado en los últimos años por la incorporación de operadores privados en 1993, cuyas operaciones fueron prohibidas en 1998 y autorizadas nuevamente en 1999, generando una enorme competencia en el sector.

### Televisión
Si bien las emisiones de televisión comenzaron en la India el 15 de septiembre de 1959, éstas se limitaron en un principio a la capital Nueva Delhi. No sería hasta el año 1972 cuando se extendieron las emisiones a otras ciudades del país, entre ellas Bombay. En aquella época, las transmisiones de televisión correspondían exclusivamente a la cadena pública All India Radio, actualmente llamada Doordarshan. La celebración de los Juegos Asiáticos en el año 1982 motivó la introducción en aquel año de la televisión en color y de la televisión por satélite.
En la actualidad, alrededor del 80 % de los hogares disponen de televisión, de los cuales en torno al 30 %, las clases altas y la creciente clase media, tienen acceso también a las emisiones por satélite y cable.

## Patrimonio

### Puerta de la India

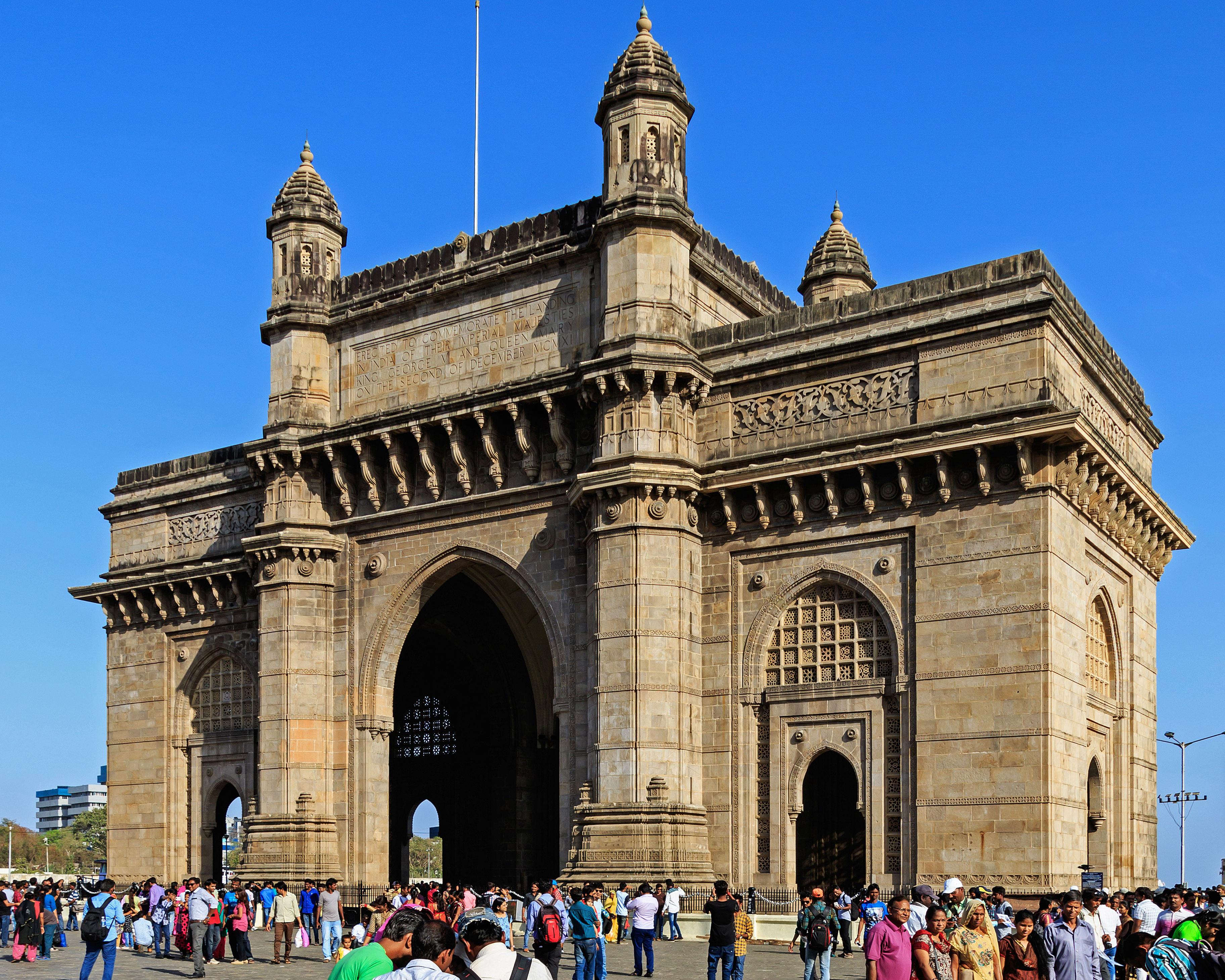
Puerta de la India.

En Colaba, en el extremo sur de la isla de Bombay, se encuentra la mayoría de los hoteles, restaurantes y lugares de interés turístico de la ciudad, entre ellos la famosa Puerta de la India, un gran arco de triunfo construido en 1924 siguiendo los planos del arquitecto George Wittet.
Este arco de triunfo de la India, de color miel, fue erigido en conmemoración de la visita que el rey Jorge V (1865-1936) y su esposa Maria von Teck (1867-1953) hicieron a la India en el año 1911, y se ideó también como lugar de llegada y bienvenida para los viajeros que llegaban a la ciudad por barco. La ironía de la historia haría que este fuera el lugar elegido por los británicos para dar el adiós definitivo a la India. El 28 de febrero de 1948, las últimas tropas británicas aún en suelo indio embarcaron en el navío Empress of Australia y abandonaron definitivamente el país.

### Barrio del Fuerte

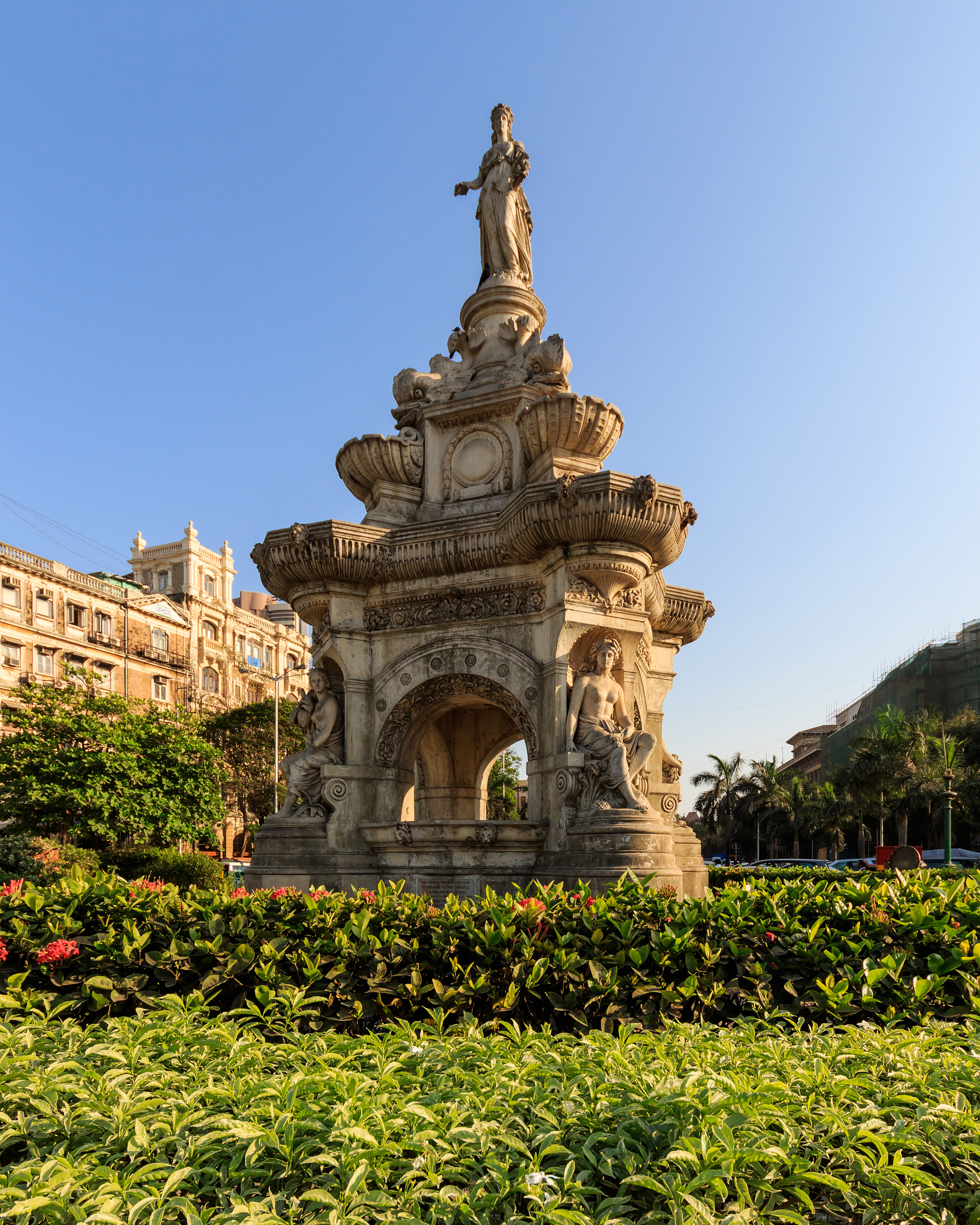
La fuente Flora.

Cerca del Gateway of India se encuentra el "Barrio del Fuerte", corazón financiero de la ciudad, donde se han establecido las sedes de los bancos y las grandes empresas, y donde se pueden admirar los edificios más representativos de la arquitectura colonial de la época del Raj. El barrio toma su nombre de la antigua fortaleza británica que ocupó una parte del área actual. En su extremo norte se halla la Terminal Ferroviaria de Chhatrapati Shivaji, antigua "Terminal ferroviaria de Victoria", construcción caprichosa en piedra arenisca con una minuciosa ornamentación, que se ha convertido en una de las estaciones ferroviarias más utilizadas en el mundo y un hito arquitectónico de gran influencia.
El edificio de la estación, erigido entre 1878 y 1888, es un ejemplo notable de la combinación del estilo neogótico victoriano con la arquitectura india tradicional. Desde el año 2004, forma parte del Patrimonio de la Humanidad de la Unesco. Otra estación notable, la "Estación de Churchgate", centro neurálgico de la red ferroviaria urbana actual, se encuentra al oeste de la Terminal de Chhatrapati Shivaji, a unos cuatro kilómetros de distancia.
La Hutatma Chowk, en pleno barrio del Fuerte, es una plaza en la que confluyen cinco calles. En su centro se encuentra una fuente monumental, la "Fuente de Flora" (Flora Fountain), nombre que se dio a toda la plaza en el pasado. Esta fuente, con su estatua de la diosa romana Flora, fue construida en 1869, en honor del gobernador británico sir Bartle Frere (1815-1884). El nombre actual de la plaza, Hutatma Chowk, significa "Plaza de los Mártires" y alude a los guerrilleros nacionalistas que perdieron la vida durante la resistencia contra el gobierno británico en el estado de Maharashtra.
La construcción británica más antigua en Bombay es la pequeña y sencilla "Catedral de Santo Tomás" (St. Thomas' Cathedral). Esta catedral, consagrada en 1718, combina los estilos clasicista y gótico. A escasa distancia se encuentra la plaza de Horniman Circle, antiguamente conocida como Elphinstone Circle, y que toma su nombre actual de un editor de periódico activo en el movimiento nacionalista indio durante la época británica. Esta plaza fue construida en 1860 a instancia del entonces comisario municipal Charles Forjett.
También merece destacarse el edificio de la Universidad, construido en un estilo neogótico según el modelo de Oxford.

### Torres del silencio

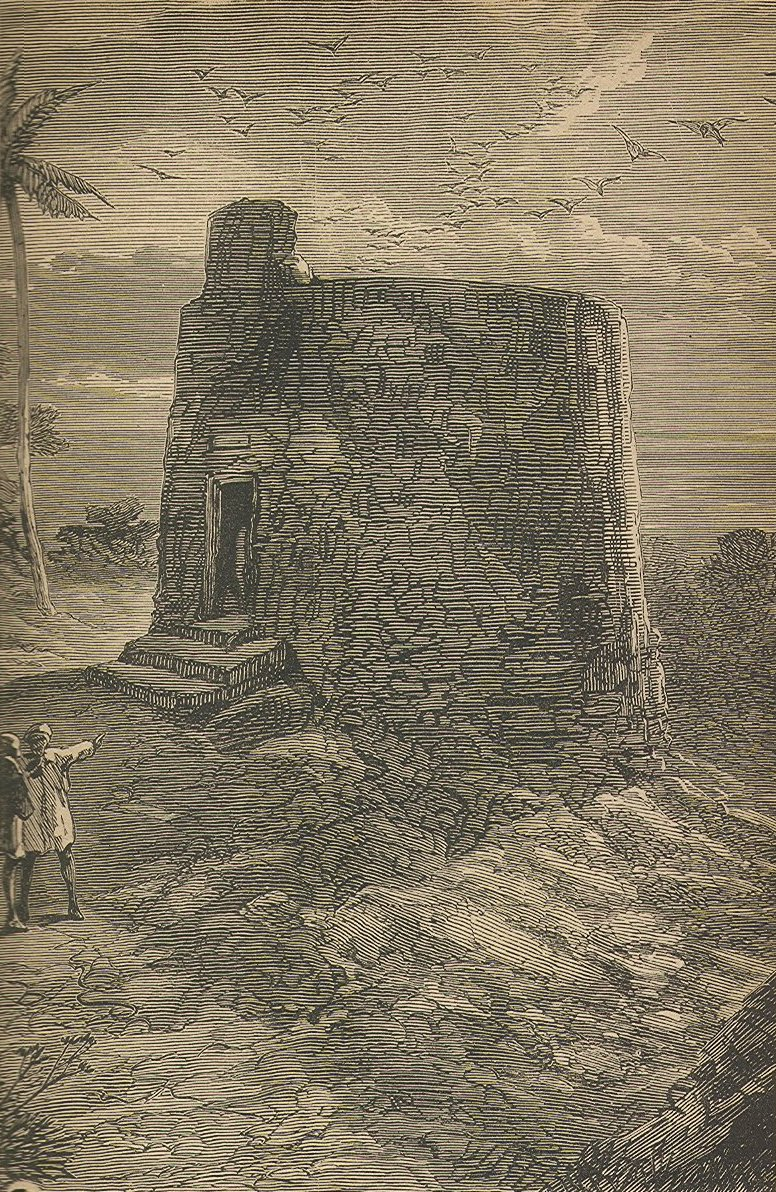
Torre del silencio

En lo alto de la Colina Malabar (Malabar Hill), protegidas de las miradas indiscretas por altos muros y por el follaje de la vegetación, se encuentran las siete “torres del silencio” (dokhmas) parsis. La práctica funeraria de los fieles de esta religión consiste en colocar los cuerpos de sus difuntos sobre plataformas de forma cilíndrica a gran altura, para que los buitres despojen los huesos de la carne.
Este rito funerario milenario, que se cree antecede a la propia fe parsi, de 2500 años de antigüedad, fue recomendado por el profeta Zaratustra como una manera de evitar la contaminación de los cuatro elementos sagrados: el aire, el agua, la tierra y, el más sagrado, el fuego.

### Isla de Elephanta
A una hora en barco desde Colaba se encuentra la tranquila y exuberante isla de Elephanta, uno de los lugares más atractivos de la región de Bombay. La isla está poblada solo por una pequeña comunidad de pescadores, y se llamaba originalmente Gharapuri (la ciudad de los sacerdotes de Ghara). El nombre actual fue acuñado en el siglo XVI por los portugueses, en alusión a los elefantes de piedra que adornaban el puerto de entrada a la isla, que fueron retirados y actualmente están expuestos en el museo Victoria and Albert de Bymulla.
Las cavernas de Elefanta datan del año 600 aproximadamente. Están situadas en la isla Gharapuri, a una hora de lancha desde la puerta Gateway of India (sobre el puerto al este de Bombay). Cada año las cuevas atraen más turistas que la propia ciudad de Bombay. El complejo es una colección de templetes, pórticos, grandes salones, patios y celdas internas, ordenados con la simetría de la arquitectura india y llenos de esculturas (talladas en la misma piedra) de dioses y diosas hinduistas.
En la entrada se ve la principal atracción turística, uno de los más destacados ejemplos del arte escultórico hinduista. Se trata de la famosa Trimurti: el Señor Brahmā (el creador), el Señor Vishnú (el preservativo) y el Señor Śiva (el destructor del universo). Según otros, esta escultura Trimurti representa tres caras del Señor Shivá.
Las cuevas de Elephanta forman parte, desde 1987, de la lista de la Unesco del Patrimonio de la Humanidad. Desafortunadamente, muchas de las esculturas interiores fueron dañadas por los iconoclastas religiosos portugueses, que hicieron de los dioses hinduistas blancos de sus arcabuces.

### Isla Cross
La isla Cross (también conocida como Chinal Tekdi) es el nombre de una isla deshabitada situada en el puerto de Mumbai, entre la costa Dockyard Road, y la isla de Elephanta. La isla es el sitio donde se halla una refinería de petróleo y varias instalaciones de gas de gran tamaño.
Posee las ruinas de una fortaleza que se encuentra a unos 400 metros de la localidad de Ferry Wharf en la costa este de Mumbai. La fortaleza ocupa casi toda la isla y fue construida tal vez por los portugueses o los colonos británicos. Hay varios cañones esparcidos a través de la fortaleza. La parte superior de la fortaleza es muy similar a un montículo. Desde aquí se puede tener una vista única y espectacular del recinto del puerto de Mumbai en primer plano y de los edificios más importantes en el extremo sur de la ciudad.

### Parques y jardines
- Jijamata Udyaan

## Cultura

### Museos
Museo del Príncipe de Gales

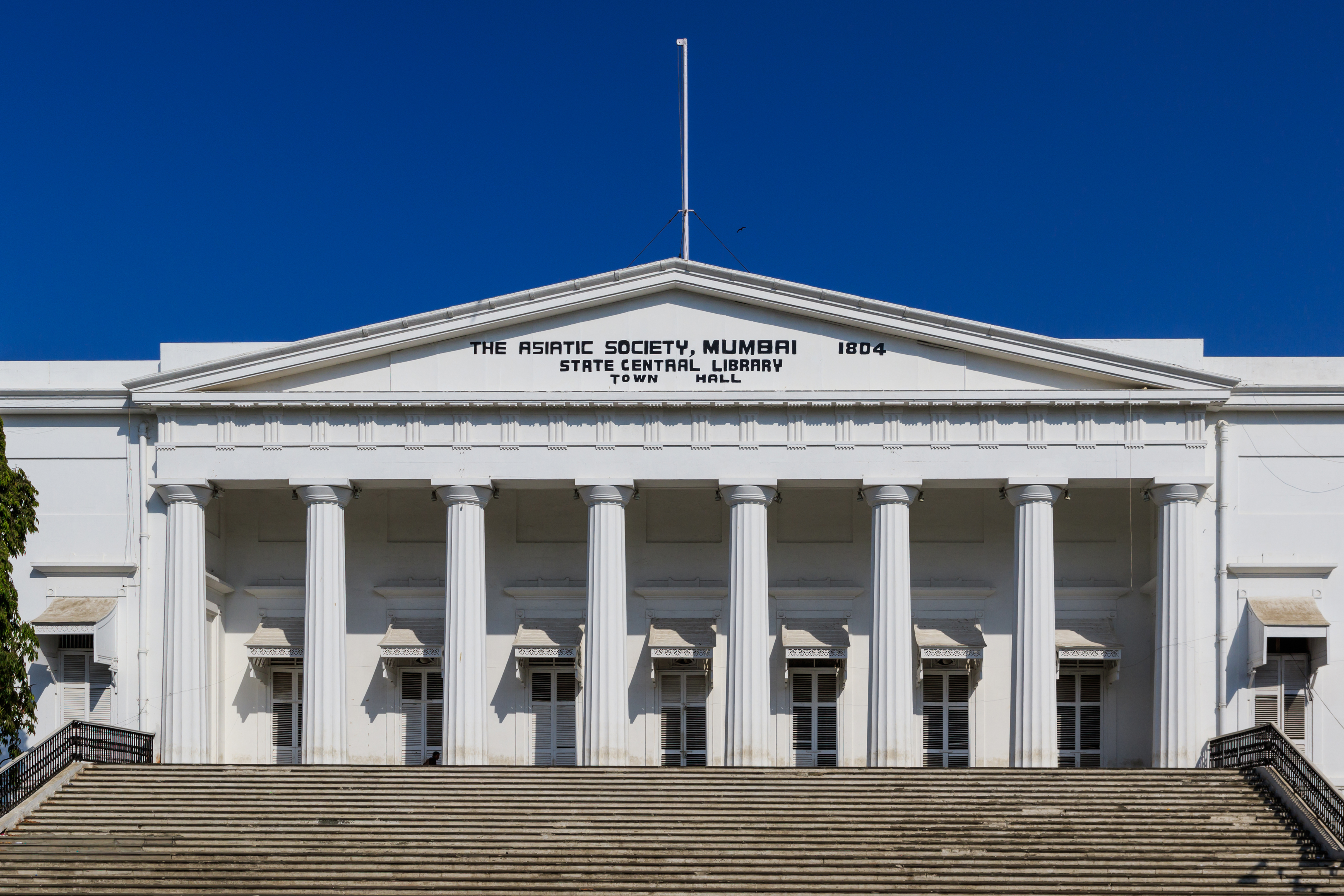
Sociedad Asiática de Bombay, una de las bibliotecas públicas más antiguas de la ciudad.

En dirección norte, en una elegante zona verde, se encuentra el Museo del Príncipe de Gales (Prince of Wales Museum). La inconfundible arquitectura de la época colonial británica, coronada por una imponente cúpula blanca en estilo mogol, alberga una extensa colección de pinturas y esculturas, que requieren varias horas de visita. La piedra fundacional del museo fue colocada por el rey Jorge V, cuando aún era príncipe de Gales, en el año 1905.
El edificio está considerado una interpretación (europea) de la arquitectura guyaratí de los siglos XV y XVI, y combina la meticulosidad islámica con la edificación típica inglesa en ladrillo. Se habla por ello de estilo anglo-sarraceno. En el pabellón central, se encuentra una selección pequeña de la extensa colección, en la que pueden verse pinturas mogolas, armas, trabajos en jade y miniaturas de arcilla y terracota del periodo Maurya del siglo III a. C. y del periodo de Kushan de los siglos I a. C. y II a. C.
Museo de Mahatma Gandhi
No lejos de la playa de Chowpatty se encuentra el Mani Bhavan Mahatma Gandhi Museum. Mani Bhavan fue entre 1917 y 1934 el lugar de trabajo de Mahatma Gandhi (1869-1948) en Bombay. La casa, ubicada en una calle sombreada y señorial, es hoy en día una casa museo de Gandhi y alberga una amplia biblioteca científica.
Las paredes en el interior, provistas de muebles de madera impecablemente cuidados, están adornadas con fotografías de acontecimientos históricos y objetos cotidianos que pertenecieron a Gandhi, entre los cuales se encuentra una carta amistosa a Adolf Hitler pidiéndole preservar la paz mundial. Tras un cristal se encuentran la modesta alcoba y la sala de estar de Gandhi.

### Gastronomía

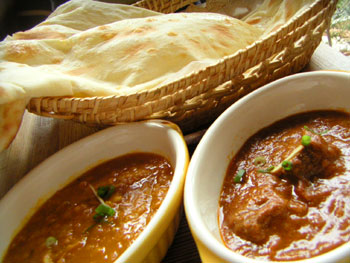
Dosa con curry.

Tal como corresponde a una ciudad que se pretende internacional y cosmopolita, en Bombay se hallan numerosos establecimientos públicos de comidas y bebidas, sobre todo en Colaba, pero también en las demás partes de la ciudad, en los que se ofrecen desde suculentos almuerzos en los hoteles de lujo hasta roti kebabs enormemente picantes en los puestos callejeros. En los restaurantes de Bombay se ofrece una gran variedad de especialidades de las cocinas propias de todos los rincones de la India.
Existen restaurantes hinduistas puramente vegetarianos, en los que se sirven platos guyaratíes y del sur de la India, así como cafés musulmanes en los que se ofrecen especialidades con carne. En Bombay son numerosos también los restaurantes chinos, muy populares, y los iraníes, cuya especialidad es el cordero en salsa de menta.
En las cafeterías de la ciudad, en las que se sirve cerveza de barril y cocina de estilo occidental, se mezcla la clase media y alta local con los turistas extranjeros. Otras opciones para los no vegetarianos son los restaurantes parsis, en los que se sirve un cocido de lentejas conocido como "Dhansak". Asimismo, en las casas de almuerzos (lunch homes) de estilo de Goa y de Mangalore se puede degustar el cerdo vindaloo o el muy picante curry de pescado.

### Compras

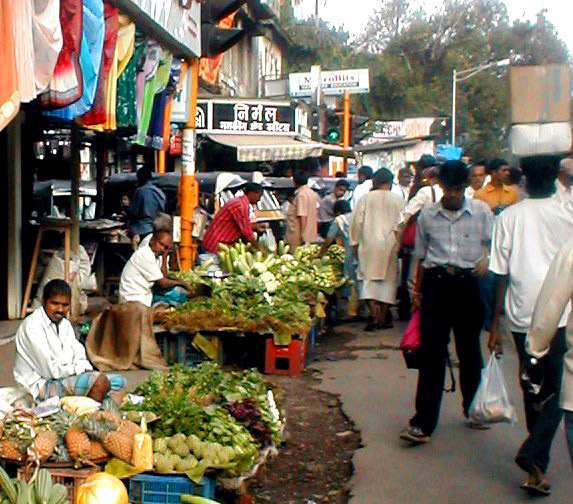
Mercado en Bombay

Bombay ofrece excelentes posibilidades para las compras, tanto de suvenires como de provisiones y utensilios para viajar a otras zonas del país. Debe destacarse la oferta de artesanía procedente de todas las regiones indias, así como de productos textiles y ropa. Exceptuando las tiendas de los centros comerciales de los hoteles de lujo, los precios en Bombay no tienen por qué ser más altos que los que se dan en otras ciudades de la India.
Los bazares del centro urbano se prestan más a la observación que a las compras, aunque en el mercado de antigüedades se pueden encontrar, con suerte, objetos interesantes a buen precio. Bombay cuenta también con diversos centros comerciales modernos y elegantes, entre ellos el mayor en toda la India, "Crossroads", situado en 28 Pandit MM Road, cerca de la mezquita de Haj Ali. En la zona de Colaba, concretamente en Nathalal Parekh Marg, se encuentra el mercado de "Sahakari Brandar", donde se venden artesanía artística y utensilios domésticos, así como productos de alimentación en el supermercado adyacente.
Las librerías y puestos de libros cuentan con muchas obras en inglés, como clásicos, novelas y literatura de viajes. En los alrededores del cine Moti en SV Patel Road se hallan algunas de las mejores tiendas de música de Bombay. En estas se pueden encontrar instrumentos tradicionales indios, como sitares, sarodes, tablas y flautas, y también grabaciones de música clásica, religiosa y popular india así como pop, rock y jazz occidental.

### Cine

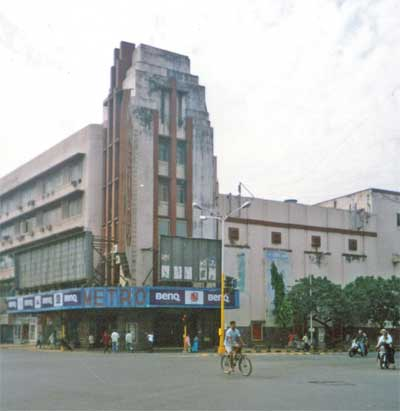
Metro Cinema

Bombay es la capital del cine de la India. A la industria cinematográfica de Bombay se la llama a menudo Bollywood, en un juego de palabras a partir de los nombres Bombay y Hollywood. El cine ejerce una fascinación enorme sobre la sociedad india, y cada aldea del país cuenta con al menos una sala de cine. Con un número de espectadores potencial de cientos de millones de personas, la industria cinematográfica de la India, centrada en Bombay, es la mayor del mundo.
En el año 2002 se produjeron alrededor de 1200 películas en India. Gran parte de la producción corresponde al cine regional, en las diversas lenguas oficiales de la India. Dentro del cine regional se debe destacar el cine en támil producido en Madrás. Sin embargo, el cine regional tiene poca relevancia en el conjunto del país, y los grandes éxitos corresponden por lo general al cine en hindi, que constituye una quinta parte de la producción total.
Bombay es el lugar de origen de las superproducciones en hindi, los "all-India films". Los grandes éxitos del cine en hindi siguen en su argumento reglas estrictas con el fin de superar las barreras lingüísticas y religiosas. Las acciones de los protagonistas y su destino responden a pautas predecibles de la mitología india. Al contrario del cine de Hollywood, en el que las películas pueden clasificarse en varios géneros, las películas en hindi producidas en Bombay acostumbran a seguir el llamado «formato masala», en alusión a la mezcla de especias típica de la cocina india. Este formato masala combina diferentes géneros, como el romántico, el bélico, el dramático, el cómico y el musical, en una sola historia con una duración de unas tres horas.
Los crecientes costes de producción, la tendencia a buscar escenarios en el extranjero y una mayor libertad creativa han aproximado el estilo del cine producido en Bombay al de la industria de Hollywood. Sin embargo, el descenso de los espectadores de las salas de cine en alrededor de un 30 % y el crecimiento de la piratería han llevado a que muchas producciones recientes hayan generado pérdidas de hasta un millón de rupias. Esto, unido al descubrimiento de escándalos de financiación, ha provocado una crisis de la industria del cine de Bombay, que se enfrenta en la actualidad a la necesidad urgente de adoptar reformas profundas.

### Ocio y entretenimiento

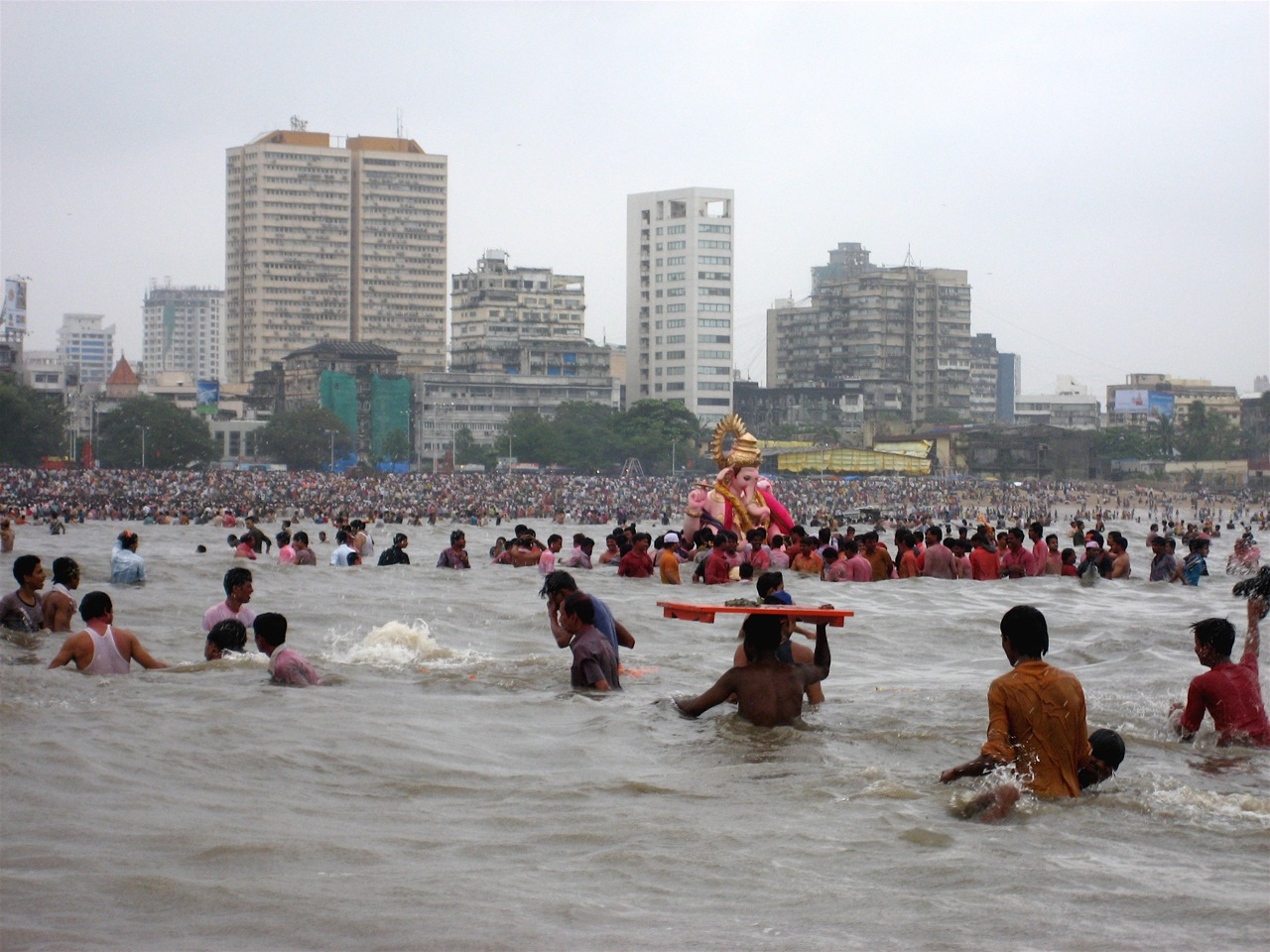
Playa Chaupati en 2007.

A poca distancia de la Estación de Churchgate se encuentra el Netaji Subash Chandra Marg, también conocido con la denominación inglesa Marine Drive, el paseo marítimo de Bombay, que fue construido en los años 1920 sobre terreno elevado, y que consta de una autopista urbana de ocho carriles y de una amplia acera para peatones.
La Marina Drive describe un arco desde los edificios altos de Nariman Point hasta las faldas de la Colina Malabar y de la playa de Chowpatty, donde cada año en septiembre se celebra la fiesta de Ganesh-Chaturthi, en la que se ofrenda una cabeza de elefante al dios Ganesha, y que atrae a grandes multitudes.
Al atardecer, la puesta del sol sobre el mar combinada con las luces de la ciudad que se iluminan producen un bello espectáculo de luz, al que los británicos denominaron Queen's Necklace ("el collar de la reina").
En las inmediaciones del paseo marítimo se hallan dos grandes estadios de cricket, los de Brabourne y Wankhede, así como numerosos campos de cricket (gymkhanas), donde todos los fines de semana se juegan partidos. El cricket es el deporte nacional de la India, y despierta pasiones comparables a las del fútbol en los países hispanohablantes.

## Ciudades hermanadas
Bombay está hermanada con las siguientes ciudades:
- Esmirna (Turquía)
- Karachi (Pakistán)
- Barcelona (España)
- Los Ángeles (Estados Unidos)
- San Petersburgo (Rusia)
- Stuttgart (Alemania)
- Yokohama (Japón)
- Guadalajara (México)
- Durango (México)
- Navi Mumbai, (India)

### En alemán
- Martin Heintel u.a., Megastädte der Dritten Welt im Globalisierungsprozess. Mexico City, Jakarta, Bombay - Vergleichende Fallstudien in ausgewählten Kulturkreisen, Universität Wien, 2000, ISBN 3-900830-40-1
- Thomas Barkemeier, Jutta Mattausch, Indien. Der Norden. Reise Know-How. Mit Goa und Bombay., Reise Know-How Rump, 1998, ISBN 3-89416-223-6
- I. Suraiya, Bombay. Die Stadtneurotiker, in: Indien, GEO-Special, N.° 4/1993
- Barbara Malchow, Keyumars Tayebi, Menschen in Bombay. Lebensgeschichten einer Stadt, Rowohlt, 1986, ISBN 3-499-15918-X
- Heinz Nissel, Bombay. Untersuchungen zur Struktur und Dynamik einer indischen Metropole, Institut für Geographie der TU Berlin, 1977, ISBN 3-7983-0573-0

### En inglés
- Gregory David Roberts, 'Shantaram', Little Brown (2004). ISBN 0-316-72820-9.
- Fox, Edmund A; Short History of Bombay Presidency (1887); Thacker & Co. Sin ISBN.
- MacLean, James Mackenzie; A Guide to Bombay (1875 & 1902); varias ediciones. Sin ISBN.
- Chaudhari, K.K; History of Bombay (1987); Modern Period Gazetteers Dept., Govt. of Maharashtra.
- Tindall, Gillian; City of Gold (1992); Penguin. ISBN 0-14-009500-4.
- Mehta, Suketu; Maximum City: Bombay Lost and Found (2004); Knopf. ISBN 0-375-40372-8.
- Patel, Sujata y Thorner, Alice; Bombay, Metaphor for Modern India (1995); Oxford University Press. ISBN 0-19-563688-0.
- Bhojani, Namas y Katiyar, Arun; Bombay: a contemporary account of Mumbai (1996); Harper Collins. ISBN 81-7223-216-0.
- Contractor, Behram; From Bombay to Mumbai (1998); Oriana Books.
- Virani, Pinki; Once was Bombay (1999); Viking. ISBN 0-670-88869-9.
- Mappls: Satellite based comprehensive maps of Mumbai (1999); CE Info Systems Ltd. ISBN 81-901108-0-2.
- Farwell, Byron (1985). Queen Victoria's little wars (en inglés). Norton. ISBN 9780393302356. (requiere registro).